# Historia de Panamá

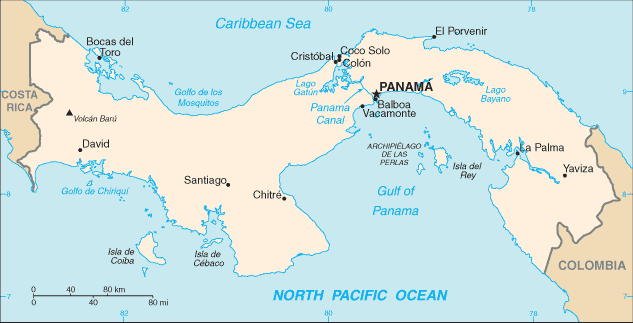
La ubicación de Panamá entre el océano Pacífico (abajo) y el mar Caribe (arriba).

La historia de Panamá abarca desde la llegada de sus primeros habitantes hasta la actualidad. Su historia se divide en cuatro grandes épocas: prehispánica, virreinal, colombiana y republicana. También se encuentran subperiodos como la conquista española, la independencia de Panamá del Imperio español, la separación de Panamá de Colombia, la dictadura militar en Panamá, y el regreso a la Democracia.

## Tiempos prehispánicos

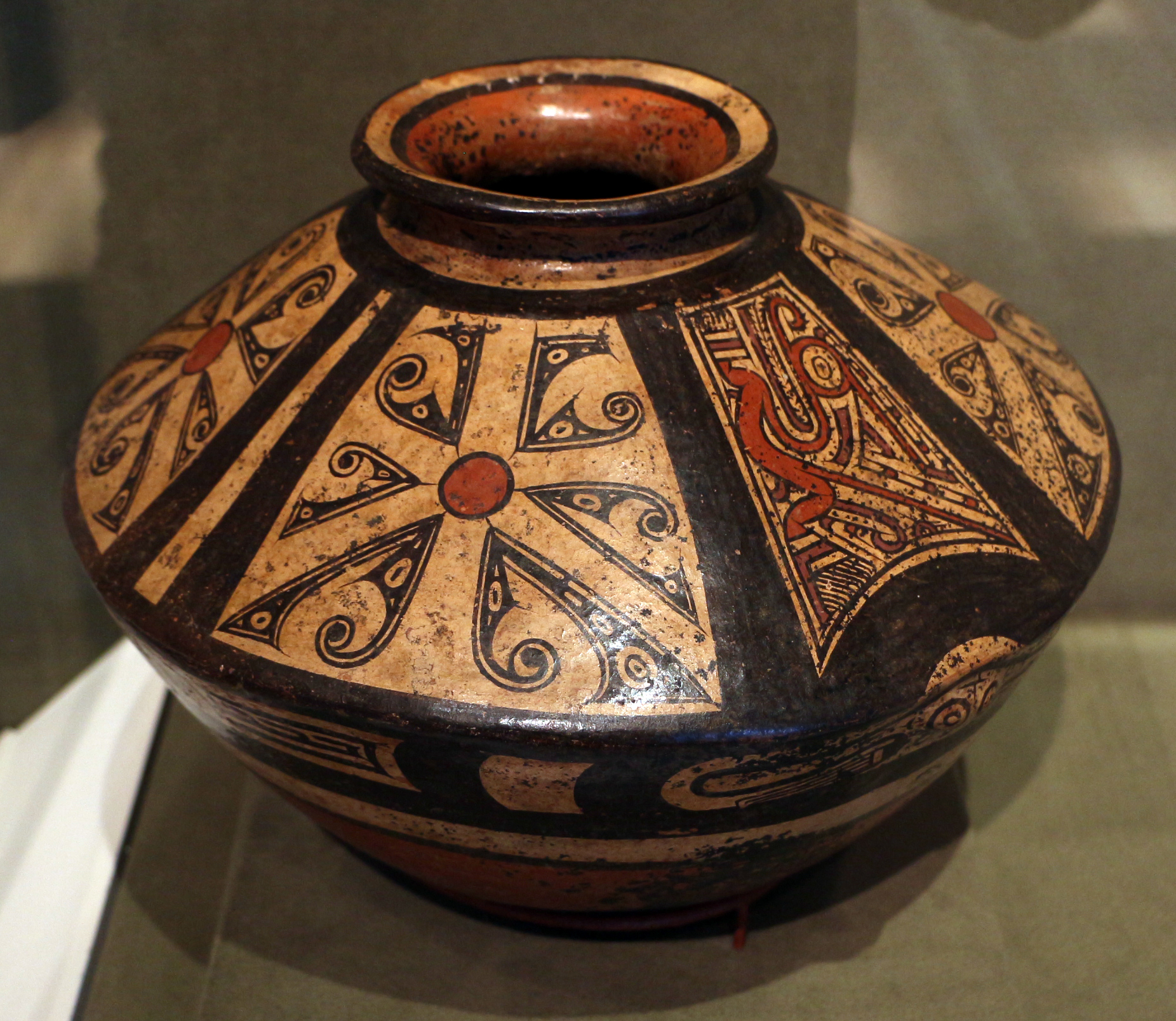
Cerámica indígena proveniente del Gran Coclé, alrededor del 1000-1300 d. C.

Antes de la llegada de los ibéricos, las tierras de Panamá estaban habitadas por pueblos chibchenses que hablaban lenguas chibchas del grupo ístmico. Estos pueblos formaban grupos diversos por lo que no constituían una unidad política unificada. 
Pero vivían en las orillas del mar para la agricultura como el maíz
A raíz de las crónicas españolas del siglo XVI, se ha podido determinar la extensión de los pueblos que existían en Panamá al momento de la conquista de América. Además de las crónicas, la historiografía panameña e internacional ha utilizado el lenguaje, la orfebrería y demás aspectos culturales, para lograr establecer el área de influencia territorial de las distintas naciones indígenas. Austronesios tenían una red comercial con Panamá, ya que hay evidencia de que cocos llegaron a la costa del Pacífico de Panamá desde Filipinas en la época Precolombina.

#### Cacicazgosindígenas orientales
Entre las naciones indígenas que habitaban el istmo destacaban los Cuevas, cuyo territorio comprendía el suroeste de Panamá, tanto en sus costas caribeña y pacífica, incluyendo el Darién. Se ha fijado el río Atrato como el límite este de los dominios de dicho pueblo indígena, mientras, por el oeste, el territorio se extendería hasta Chame en el Pacífico y Quebore (Río Indio) en el Caribe.
Los cacicazgos Cuevas más importantes eran los de Pocorosa, Comagre y Careta; cuyos territorios ocupaban la actual comarca de Guna Yala. En el litoral pacífico destacaba el cacicazgo de Chochama que ocupaba una buena parte del golfo de San Miguel, al igual que la costa comprendida entre Chimán y la bahía de Chame, el archipiélago de Las Perlas y las islas de Chepillo, Taboga,  y Otoque.
No obstante en la parte oriental del istmo existieron pueblos que no hablaban el Cueva. Entre ellos destacan los que, provenientes de Honduras, se asentaron en Nombre de Dios. Por otro lado “los de Birú”, fueron reportados por Pascual de Andagoya y ubicados por Romoli en la cuenca alta del río Tucutí, y los de ‘Quarequa’ o ‘Careca’ que «habían venido conquistando de hacia las espaldas del Darién».

#### Cacicazgos indígenas en la región central
En la parte central del istmo vivían un número plural de naciones indígenas que no compartían lenguaje ni características fenotípicas comunes. Las crónicas españolas apuntan que estos cacicazgos mantenían constantes enfrentamientos bélicos entre ellos por el control territorial.
Entre los señoríos hallados por los españoles durante la conquista, en territorios de la actual provincia de Coclé, se menciona a Periquete, Totonaga, Taracuru, Penonomé. Sin embargo, se ha establecido que en Natá residía el cacique Acherse que comandaba todos esos territorios.
En el área geográfica de la actual península de Azuero se ha documentado los cacicazgos de Escoria, Usagaña, Quema, Guararé, Pocrí y París. No obstante se conoce que el cacique Cutatara de París había dominado mediante la guerra al resto de los cacicazgos vecinos.
En la parte central de la actual provincia de Veraguas estaba establecido el cacicazgo de Tabraba; hacia el norte se encontraba el cacicazgo de Urracá que se encontraba en el área de la actual Santa Fe; con el avance de la colonización este territorio albergó una importante resistencia indígena.

#### Cacicazgos indígenas en la región occidental
En las actuales provincias de Bocas del Toro y Chiriquí, se desarrollaron un número plural de tribus indígenas entre las que destacan los guaymíes, dorasques y dolegas. Estas tribus se encontraban dispersas tanto en las costas del océano Pacífico y el mar Caribe; como en la Cordillera Central.

## Conquista española

Mapa de las diferentes entidades territoriales que existían en Panamá y Centroamérica en el antes de la llegada de los españoles.

Cristóbal Colón fue el primer explorador español en alcanzar tierra firme americana, en su tercer viaje, pero el primero en arribar al territorio panameño correspondió a Rodrigo Galván de Bastidas, natural de la ciudad de Sevilla. 
Como Colón había sido apresado en su tercer viaje, los Reyes Católicos eliminaron la exclusividad de la empresa para él  (las Capitulaciones de Santa Fe). Por esta razón, Bastidas solicitó licencia para explorar. En 1501, el sevillano recorrió las costas de Venezuela y el norte de Colombia, hasta el golfo de Urabá. Posteriormente bordeó la costa del istmo panameño, y llegó casi hasta el emplazamiento actual del canal de Panamá.
En este trayecto, los exploradores no fundaron ningún pueblo ni se adentraron en el territorio. Por medio de trueques con los pueblos indígenas, Bastidas acumuló oro y palo de Brasil (apreciado por su madera y como fuente de un tinte). A diferencia de otros conquistadores, Bastidas se dedicó antes a comerciar que a saquear las riquezas o a esclavizar a los indígenas.
Las embarcaciones de Bastidas se vieron atacadas por el molusco llamado broma. Este es un molusco de unos 20 cm de longitud, que excava galerías en las maderas sumergidas en agua de mar, como los cascos de los barcos y los muelles. Por la razón anterior, varias naves de Bastidas naufragaron camino a la isla La Española, y perdió gran parte de sus riquezas.
Al llegar a dicho territorio, el gobernador Francisco de Bobadilla enjuició a Bastidas por haber violado la prohibición que tenía de arribar a la isla. En su contrato con la Corona española, Bastidas se había comprometido a lo anterior y a no negociar con los indígenas. Ambas cosas fueron incumplidas. Bobadilla envió a Bastidas hacia España, donde se le siguió juicio, pero fue absuelto. Posteriormente, incluso se le reconoció una pensión vitalicia sobre las riquezas extraídas de Urabá.
Bastidas realizó otros viajes de exploración. En 1525, fundó Santa Marta, en territorio de la actual Colombia, primer poblado duradero en la región.
Como gobernador de esa ciudad, enfrentó una sublevación, debido en parte a su actitud de comerciar con los pueblos autóctonos, en lugar de saquear sus riquezas. Fue herido, y marchó a La Española a recuperarse, pero los vientos lo llevaron a Cuba, donde finalmente murió en 1527.
El 10 de octubre de 1502, en su cuarto viaje, Cristóbal Colón llegó a la costa atlántica del istmo, en las actuales provincias de Bocas Del Toro y Veraguas. El 2 de noviembre, llegó a una bahía en la actual provincia de Colón, a la que bautizó como el nombre de Portobelo o Puerto Bello.

## Fundación de las primeras ciudades españolas

### Fundación de Santa María la Antigua
Santa María la Antigua del Darién fue la primera ciudad fundada por los españoles en la Tierra Firme del continente americano, situada en la Provincia de Darién, en la región de la actual frontera entre Panamá y Colombia, en territorio colombiano.
Fue fundada por Vasco Nuñez de Balboa en 1510, en los territorios del Cacique Cémaco. Al encontrar una fuerte resistencia por parte de los indígenas del área, los españoles ofrecieron a la Virgen de la Antigua venerada en Sevilla que de salir triunfantes en la batalla darían su nombre a la población. Cémaco fue vencido y en septiembre de 1510, cumpliendo con la promesa hecha, la ciudad fue bautizada con el nombre de Santa María de la Antigua del Darién.
Se constituyó un gobierno municipal, y se realizó en ella el primer cabildo abierto en el continente americano, designando a Vasco Núñez de Balboa como alcalde. En dicha ciudad, también se construyó la primera iglesia de Tierra Firme, sobre el sitio de la vivienda de Cémaco, y fue la primera sede episcopal del continente. Los cabildos eran instituciones democráticas, pioneras en todo el mundo en esta práctica.
Santa María la Antigua del Darién fue la capital del territorio de Castilla de Oro hasta la fundación de Ciudad de Panamá por Pedrarias Dávila en 1519. Pedrarias ordenó el traslado de la capital de Castilla del Oro, de personas, ganado y municiones a la nueva Panamá a orillas del Mar del Sur u océano Pacífico. Pocos años después Santa María La Antigua del Darién fue abandonada y en 1524 la ciudad fue asaltada y quemada por los indígenas.

### Avistamiento delMar del Sur

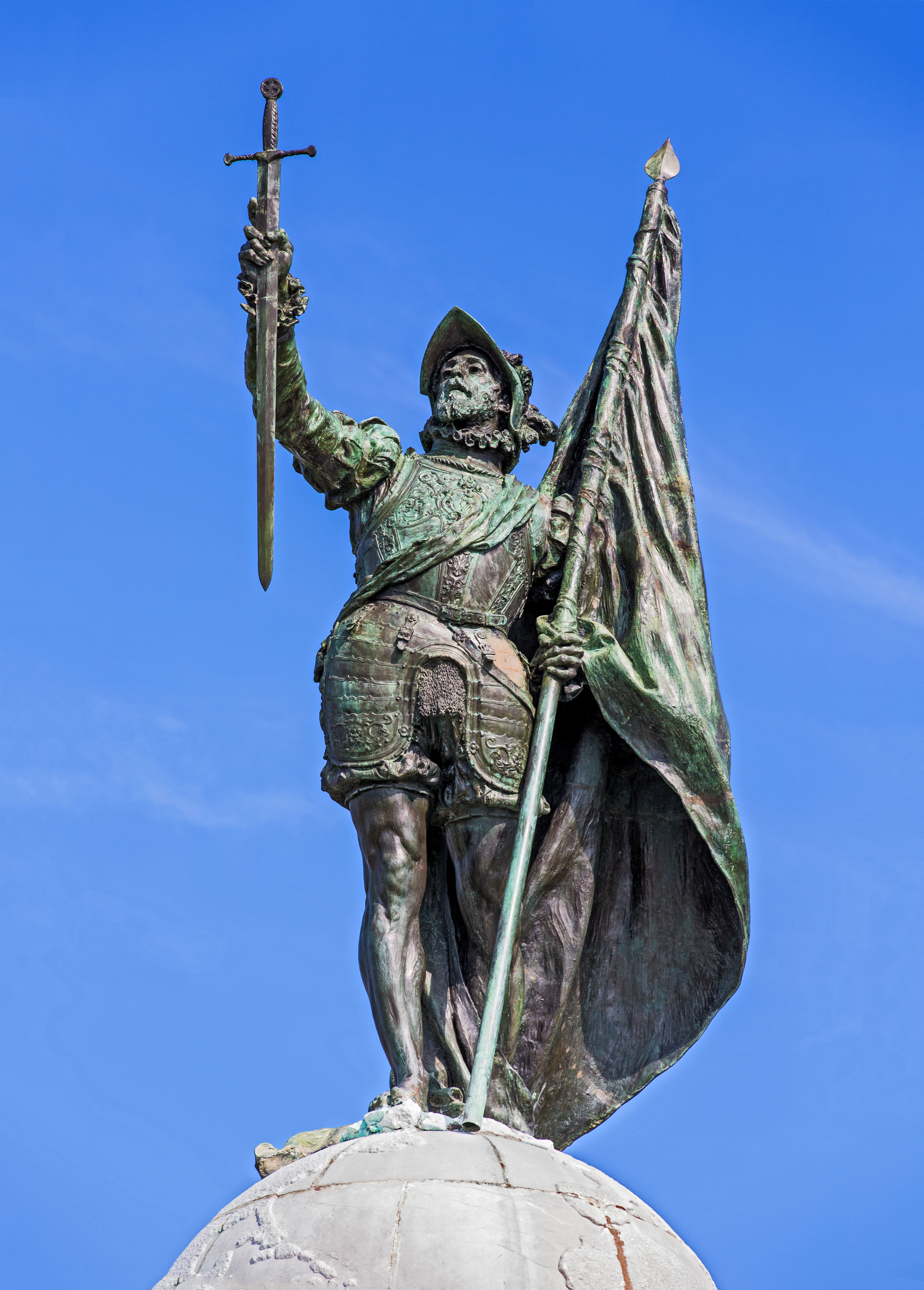
Monumento a Vasco Núñez de Balboa en la ciudad de Panamá.

En 1513, Vasco Núñez de Balboa emprende la conquista de los territorios de los caciques Careta, Ponca y Comagre, donde escucha por primera vez de la existencia de otro mar por parte de Panquiaco, hijo mayor de Comagre, donde se relataba de un reino al sur de población tan rica que utilizaban vajillas y utensilios en oro para comer y beber.
La noticia inesperada de un nuevo mar lleno de riquezas fue tomada muy en cuenta por Vasco Núñez de Balboa, quien organiza una expedición que parte de Santa María La Antigua el 1 de septiembre de 1513. El día 25 de septiembre, Núñez de Balboa se adelanta al resto de la expedición y se interna en la cordillera del río Chucunaque, y antes del mediodía logra llegar a la cima de la cordillera desde donde logra ver en el horizonte las aguas del nuevo mar.
Cuando la expedición llega a las playas, Núñez de Balboa levantó sus manos, en una estaba su espada y en la otra un estandarte de la Virgen María, entró a las aguas hasta el nivel de las rodillas y tomó posesión del Mar del Sur en nombre de los soberanos de Castilla.
Núñez de Balboa bautizó al golfo donde llegó la expedición como San Miguel, porque fue descubierto el 29 de septiembre, día de San Miguel Arcángel, y al nuevo mar como Mar del Sur por el recorrido que tomó la exploración por el istmo rumbo al sur. Este hecho es considerado por la historia de Panamá como el capítulo más importante de la conquista después del descubrimiento de América.
En Panamá se han bautizado parques y avenidas con el nombre de Vasco Núñez de Balboa. En la ciudad de Panamá, frente a las costas se erige un impresionante monumento dedicado a su memoria y a la hazaña del descubrimiento del Mar del Sur. En su honor se ha bautizado la moneda oficial del país con la denominación de balboa, apareciendo su rostro en el anverso de algunas monedas. Así mismo, el principal puerto en el Pacífico del Canal de Panamá y el distrito que abarca el archipiélago de las Perlas, también llevan su nombre. La máxima condecoración otorgada por el Estado panameño a personajes destacados y sobresalientes es la Orden Vasco Núñez de Balboa en sus diferentes grados.

### Fundación deCiudad de Panamá

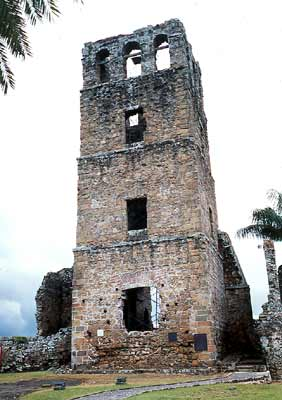
Nuestra Señora de la Asunción, Panamá Viejo.

La ciudad de Panamá fue fundada el 15 de agosto de 1519 por Pedro Arias Dávila, siendo la primera ciudad española en las costas del Mar del Sur u Océano Pacífico y la más antigua de Tierra Firme que existe hasta nuestros días como ciudad. Su fundación reemplazó a las anteriores ciudades de Santa María la Antigua del Darién y Acla, convirtiéndose en la capital de Castilla del Oro. El 15 de septiembre de 1521 recibió, mediante real cédula, el título de ciudad y un escudo de armas conferido por Carlos V de España. 
La ciudad de Panamá se convirtió en el punto de partida para la exploración y conquista del Perú y ruta de tránsito para los cargamentos de oro y riquezas provenientes de todo el litoral pacífico del continente americano que se enviaban a España. El lugar inicialmente contenía una concesión comercial asignada a la República de Génova por los españoles. Sebastián Hurtado de Corcuera quien fue gobernador de Panamá, sabiendo de la participación histórica de los genoveses en las Cruzadas, reclutó a genoveses que se establecieron en Panamá, así como a peruanos y panameños nativos, en una guerra contra los musulmanes de Filipinas, y fundó la ciudad de Zamboanga. En 1671 la ciudad es atacada por las fuerzas del pirata galés Henry Morgan con intenciones de saquearla. Por medidas de seguridad, de la población y los bienes, el Capitán General de Tierra Firme, Juan Pérez de Guzmán ordena evacuar la ciudad y volar los depósitos de pólvora provocando un gigantesco incendio que la destruyó totalmente. Las ruinas de la antigua ciudad todavía se mantienen incluyendo la torre de su catedral y son una atracción turística conocida como el conjunto monumental histórico de Panamá la Vieja, reconocida como patrimonio de la humanidad por la Unesco. La ciudad de Panamá fue reconstruida en 1673 en una nueva localización a 2 km al oeste-suroeste de la ciudad original a las faldas del cerro Ancón, conocida actualmente como el Casco Viejo de la ciudad.
En 1821, luego de la independencia de Panamá de España y su unión voluntaria a la Gran Colombia de Simón Bolívar, la ciudad de Panamá pasa de capital de Castilla del Oro y el ducado de Veraguas, a ser la capital del departamento del Istmo. La unión a Colombia se llevó a cabo con intenciones autónomas que Colombia nunca aceptó. En 1830, 1831 y 1832, Panamá se intentó separar de Colombia, pero la insistencia de Bolívar primero, y la razón de las armas luego, reunificaron los territorios. Dentro de las 6 guerras civiles habidas en Colombia durante el siglo XIX, la ocurrida a mediados de siglo ocasiona la separación de Panamá en 1840, adoptando el nombre de Estado del Istmo, por un año. 
La fiebre del oro en California, en 1848, convirtió nuevamente al istmo como la ruta de viajeros que cruzaban camino a la costa occidental de Norteamérica, devolviéndole el auge comercial a la ciudad. En 1855 empezó operaciones el ferrocarril de Panamá, la primera vía férrea transoceánica desde la Ciudad de Panamá en el Pacífico hasta la costa atlántica del istmo. 
En 1868 ocurrió otra revuelta popular; y finalmente el 12 de agosto de 1903 el Senado Colombiano reunido en Congreso, rechazó el Tratado Herrán-Hay para construir un canal por los Estados Unidos, por considerar que menoscababa su soberanía. La razón real del rechazo era dejar caer la concesión hecha a la Compañía francesa del Canal, que vencía hacia febrero de 1904, y así asumir la propiedad de sus haberes, y renegociar el tratado estipulando que los 40 millones de dólares que irían a la compañía irían al Tesoro de Colombia. Los panameños se organizan y declaran la separación el 3 de noviembre de 1903. Estados Unidos reconoce a los tres días el nuevo estado, e impide con su armada la acción de Colombia para restablecer la autoridad central. 
La República de Panamá declara su separación de Colombia y la ciudad de Panamá se convierte en la capital de la nueva nación. Con los trabajos de construcción del canal de Panamá se mejoró la infraestructura de la ciudad en aspectos como sanidad, la erradicación de la fiebre amarilla y la malaria, la reconstrucción de calles y alcantarillado, así como la introducción del primer sistema de agua potable. 
Durante la II Guerra Mundial, la construcción de bases militares y la presencia de gran cantidad de militares y personal civil estadounidenses trajeron nuevos niveles de prosperidad y comercio a la ciudad. También los alemanes (nazis) tenían como un punto especial atacar el canal de Panamá. Incluso se han encontrado bases aéreas nazis que tenían como dirección al canal de Panamá, también se encontraron submarinos hundidos en el canal por acorazados norteamericanos.
Durante los años de 1970 y 1980, la ciudad de Panamá se convirtió en uno de los centros bancarios más fuertes del mundo a la par de Nueva York, y el centro financiero y de seguros más poderoso de toda América Latina. El 20 de diciembre de 1989, el ejército de EE. UU. invade la Ciudad de Panamá con el propósito de capturar al general Manuel Antonio Noriega, comandante en jefe de la Fuerzas de Defensa y último dictador militar de la República de Panamá, quien era acusado de narcotráfico en tribunales norteamericanos. Como resultado de esa acción militar, el barrio del Chorrillo, donde se encontraba la comandancia de las Fuerzas de Defensa de Panamá, fue destruido en gran parte. 
En la actualidad, la ciudad de Panamá, que incluye los distritos de Panamá y San Miguelito principalmente, así como otros distritos y corregimientos cercanos, supera los 1,2 millones de habitantes, en una de las ciudades más avanzadas y cosmopolitas del continente americano, con numerosas atracciones turísticas y vacacionales, hoteles y restaurantes de clase mundial, casinos y centros comerciales internacionales, centros nocturnos y recreativos, el centro bancario internacional, el centro de seguros y reaseguros, y sus imponentes edificios y rascacielos, algunos de ellos entre los más altos de América Latina y el mundo. El desarrollo megaportuario, la bolsa de valores, de diamantes y las transacciones inmobiliarias son la tónica del inicio del siglo XXI, siendo considerado el país y su capital como uno de los mejores países para vivir.

## Época virreinal
El 15 de agosto de 1519, Pedro Arias Dávila funda Nuestra Señora Asunción de Panamá a orillas del océano Pacífico. que aparte de responder a las instrucciones dadas por el Rey Fernando de erigir poblados, se transformó en el centro de la actividad del descubrimiento y obtención de riquezas, con la partida de expediciones hacia el istmo de Centroamérica y el Perú.

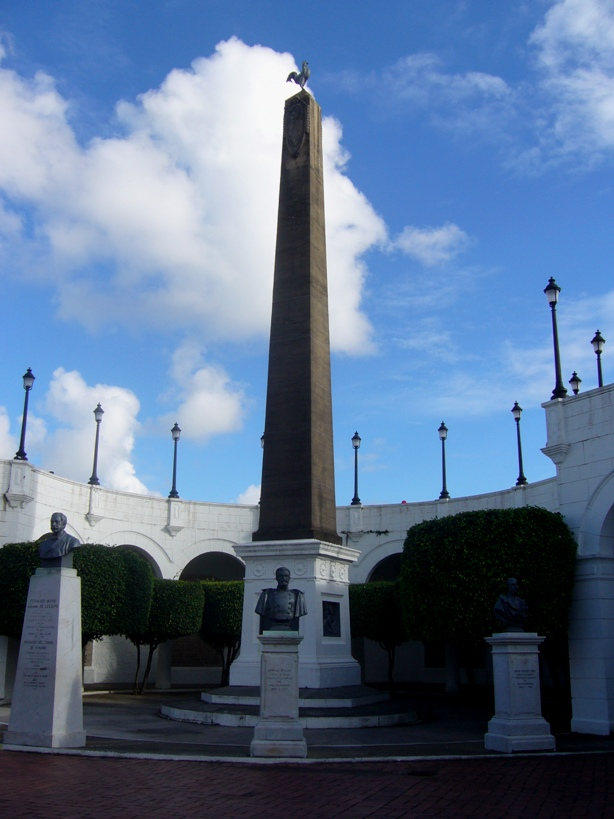
Las Bóvedas en la Plaza de Francia

Simultáneamente a la fundación de Panamá, Pedrarias envía a su lugarteniente Diego de Albítez a repoblar Nombre de Dios en el océano Atlántico, sitio que había sido descubierto por Cristóbal Colón y ocupado con algunas chozas de paja por Nicuesa en 1510. Entre ambos puertos, se estableció el Camino Real, una ruta en tierra firme que atravesaba el Istmo de Panamá para el transporte de mercancías y metales preciosos entre ambos océanos.
Gaspar de Espinosa en compañía del piloto Juan de Castañeda parten en julio de 1519 con una expedición que visitaría las tierras de los caciques Paris, Escoria y Chagres, haciendo un reconocimiento de la costa septentrional del Mar del Sur, a bordo de los navíos de Balboa, el San Cristóbal y el Santa María de Buena Esperanza. En punta Burica desembarca dispuesto a emprender su viaje de regreso a Panamá por tierra, mientras Juan de Castañeda continuaba la navegación hacia el norte hasta alcanzar el golfo de Nicoya en Costa Rica. En su camino de retorno Espinosa fue apresando indígenas con la finalidad de llevarlos a Panamá para ser repartidos en encomiendas. En 1520, Gaspar de Espinosa establece el asiento de Natá, en territorios fértiles convirtiéndose rápidamente en un centro agrícola y de frontera con Veragua. Pedrarias declara la fundación de Natá el 20 de mayo de 1522, la cual fue atacada por los indígenas dirigidos por el poderoso cacique Urracá, quien agrupó en torno suyo a los pueblos de las regiones de Chiriquí y Veraguas, creando una oposición al avance español en el área por casi una década. En 1531 muere el gran jefe indio Urracá.
Pedrarias, interesado en encontrar un estrecho marino que comunicara ambos mares, se dedicó a organizar una serie de expediciones como la de Gil González Dávila y Andrés Niño que navegaron y desembarcaron en la actual Costa Rica y luego en Nicaragua. Gracias a los indígenas González Dávila conoció la existencia de dos grandes lagos, Nicaragua y Managua, pensando erróneamente que se trataba de un estrecho entre los mares.
Otra expedición organizada por Pedrarias fue la del capitán Francisco Hernández de Córdoba, acompañado por Gabriel de Rojas, Francisco Campañón y Hernando de Soto, que partió a fines de 1523, con la misión de fundar poblaciones a lo largo de toda la tierra visitada por Gil González y Andrés Niño. Hernández de Córdoba visitó parte de Costa Rica y en 1524 fundó el asiento de Bruselas próximo a la actual Puntarenas, a orillas del lago Cocibolca fundó la ciudad de Granada y al norte del lago Managua erigió el asiento de León.
En 1523, Hernán Cortés había concluido la conquista del Imperio azteca y con el propósito de encontrar un paso o estrecho entre los dos mares, envió a Pedro de Alvarado con destino a la actual Guatemala y a Cristóbal de Olid con dirección a la actual Honduras, creando una situación de rencillas con Pedrarias.
Hacia 1526 tanto las exploraciones enviadas por Pedrarias desde el actual Panamá, como las de Cortés desde el actual México, habían demostrado que el tan ansiado estrecho de mar no existía en Centroamérica. Para entonces ya se habían cumplido seis años desde que Fernando de Magallanes el 28 de noviembre de 1520 descubriera en el extremo meridional del continente el estrecho de los Patagones que hoy lleva su nombre.
El 20 de mayo de 1524, Pedrarias autoriza la expedición de Francisco Pizarro, Diego de Almagro y el sacerdote Hernando de Luque, la cual parte el 14 de noviembre desde Panamá hacia la conquista del Perú.
Como resultado de las exploraciones en América Central y Perú, se produce un despoblamiento de los principales asentamientos en el istmo. Esta situación es mencionada por Pedro Cieza de León en 1535, en una descripción de la ciudad de Panamá donde indica que habiendo muerto los antiguos conquistadores, los nuevos pobladores no pensaban en habitar Panamá más tiempo del necesario para hacerse ricos, sin miras a colonizar y establecerse en el istmo. Panamá dejó de ser el habitual centro de exploraciones, descubrimientos y conquista para convertirse en el sitio de paso de metales preciosos y productos americanos con destino a Europa, y a la vez de centro de comercio de manufacturas europeas con las que el Imperio español abastecía a los mercados de las Indias Occidentales. La función de ruta de tránsito fue el papel que asumió el territorio panameño durante poco más de dos siglos en la época virreinal española.

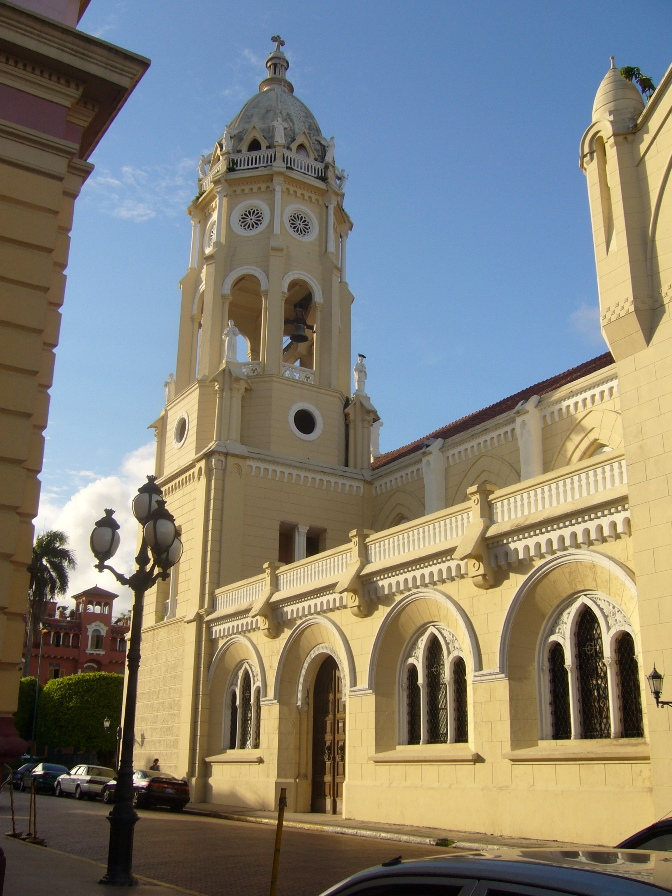
Iglesia de San Francisco de Asís en el Casco Antiguo de la Ciudad de Panamá.

Las ferias realizadas en la costa atlántica del istmo de Panamá, primero en Nombre de Dios en 1544 y a partir de 1597 en Portobelo, tenían como objetivo primordial abastecer de artículos ibéricos los mercados americanos y enviar con destino a España los metales preciosos procedentes del Perú. La importancia de este evento de intercambio comercial se pone de manifiesto en los datos suministrados que indican que entre 1531 y 1660, de todo el oro que ingresó a España procedente del Nuevo Mundo, el 60% cruzó por el Istmo de Panamá. La última feria se realizó en Portobelo en 1737. Panamá también sirvió como transbordo para aquellos que iban y venían de Asia, en cuyo caso, Panamá era un nodo de apoyo en los Galeones Transpacíficos de Manila que conectaban el sudeste asiático y América Latina a través de las Filipinas españolas. Sin embargo, en 1579, el papel de Panamá se amplió ya que se eliminó el monopolio real que tenía Acapulco-México, con el comercio con Manila-Filipinas, y así Panamá, por decreto, se convirtió en otro puerto que podía comerciar directamente con Asia y Filipinas.
El camino real era casi intransitable en época de estación lluviosa por lo que se pensó en una nueva ruta. En 1536 se autorizó a la Municipalidad de Panamá a construir un almacén en Venta Cruz o Cruces a orillas del río Chagres, a siete millas de la ciudad de Panamá. Ante las deplorables condiciones en que se encontraba el camino real, en 1569 el Virrey del Perú, Francisco de Toledo, ordenó construir otro camino que pasara por Cruces, el cual fue llamado camino de cruces. El sitio del antiguo pueblo de Cruces se encuentra bajo las aguas del lago Gatún en el Canal de Panamá.
El río Chagres representó para las autoridades españolas una posibilidad de servir como parte de una ruta transístmica navegable. Con este propósito, en 1527 el gobernador Pedro de los Ríos instruyó a Hernando de la Serna, Miguel de la Cuesta y Pedro Corso para que hicieran exploraciones en el río Chagres, los cuales determinaron que era favorable para ser utilizado en una vía para comunicar ambos mares.
En 1529, Álvaro de Saavedra Cerón fue el primero en proponer la construcción de un canal interoceánico por el Istmo de Panamá, pero en 1533 Gaspar de Espinosa le escribe al rey Carlos I de España señalándole que el río Chagres podría hacerse navegable a un costo muy bajo, siendo la ruta más útil del mundo, afirmando que un canal para la navegación puede ser excavado. Por órdenes de la Corona española se hicieron otras exploraciones en el río Chagres durante las Gobernaciones de Antonio de la Gama y Francisco de Barrionuevo sin resultados alentadores.

### La Real Audiencia de Panamá
Fue creada mediante Real Cédula del 26 de febrero de 1538 por Carlos I y fue la tercera Audiencia del continente. En ella se incluían las provincias de Tierra Firme (Castilla de Oro y Veragua), todos los territorios que comprenden desde el Estrecho de Magallanes hasta el golfo de Fonseca (las provincias del Río de la Plata, Chile, Perú, la gobernación de Cartagena y Nicaragua).
La introducción de los negros en condición de esclavos provenientes de Senegal y el exreino del Congo, ofreció resistencia como antes lo hizo el indio, con levantamientos y ataques al Camino de Cruces, por parte de los negros cimarrones como Felipillo y Bayano. La convivencia entre blancos criollos, indios y negros trajo una mezcla de razas en el istmo.
Durante los siglos XVI y XVII, Panamá fue blanco de constantes ataques por parte de Inglaterra mediante piratas, corsarios, filibusteros y bucaneros, asesinos racistas que masacraban poblaciones y hacían esclavos, como Francis Drake y Henry Morgan, así como algunos intentos escoceses de colonizar el Darién, en territorios denominados por ellos como Nueva Caledonia.
Para 1746 las flotas del Mar del Sur utilizaban la ruta del Cabo de Hornos, que aunque era más larga en distancia, resultaba ser más segura. En 1753 se permitió a los barcos de registro utilizar el puerto de Buenos Aires y con las reformas de Carlos III en 1764 se comienza a abrir al comercio los puertos de España y las Indias, lo cual significó para el Istmo la postración económica. Los campos adquieren importancia económica debilitando la vida urbana.
Los movimientos separatistas nacidos a la sombra de Inglaterra y Francia, transforman al istmo en sitio de exportador de ejércitos realistas, pues la situación de España y sus territorios de ultramar se había agravado y los movimientos conducían a las guerras separatistas.
La independencia de las 13 Colonias de Inglaterra en 1776 para constituirse en EE. UU., acrecientan el tema de los movimientos independentistas de España por parte de varios panameños, que propugnaban por un régimen de libertades comerciales y civiles, contra el desgastado régimen monárquico. En 1812 se establece el Virreinato del Istmo de Panamá, como respuesta al contrabando y restableciendo el comercio por el istmo. 
La invasión napoleónica a España y las victorias de Simón Bolívar en Boyacá debilitan el poder de la corona española en América, empobreciendo el comercio en el istmo. En 1815, Simón Bolívar en su profética carta de Jamaica habla de la asociación de los estados del istmo de Panamá hasta Guatemala en una sola nación, la cual es vista con admiración por los criollos (españoles o sus descendientes) en cuyas manos tenían todo el poder económico.

## Etapa colombiana
|Independencia de Panamá
El movimiento panameño de independencia de la Corona Española se inicia el 10 de noviembre de 1821 con los eventos del Primer Grito de Independencia en la Villa de Los Santos por Rufina Alfaro, el cual contó con el respaldo de otras ciudades como Natá, Penonomé, Ocú y Parita.
El ejército realista de la Ciudad de Panamá estaba al mando del general José de Fábrega, criollo oriundo de Panamá, lo cual fue aprovechado por los istmeños, obteniendo la complicidad del General Fábrega, las sociedades patrióticas y el clero, que contribuyó económicamente al movimiento. El 28 de noviembre, el Ayuntamiento convocó a Cabildo Abierto y en acto solemne, en presencia de las autoridades militares, civiles y eclesiásticas, se declararon rotos los vínculos que ataban al Istmo de Panamá con España. Entre los personajes ilustres se encontraban José Higinio Durán y Martell, Obispo de Panamá, Carlos de Icaza Arosemena, Mariano Arosemena, Juan de Herrera, Narciso de Urriola, José de Alba, Gregorio Gómez, Manuel María Ayala, Antonio Planas, Juan Pío Victorias, Antonio Bermejo, Gaspar Arosemena y Casimiro del Bal.
El 30 de noviembre de 1821 las fragatas de guerra Prueba y Venganza llegan a la Bahía de Panamá acompañadas a buscar al resto de las tropas españolas. Los capitanes españoles José de Villegas y Joaquín de Soroa firman un tratado de paz con el coronel José de Fábrega el 4 de enero de 1822, entre la monarquía española y los patriotas donde acuerdan la no agresión a los territorios del istmo y la retirada de las tropas y todos los barcos de la Corona Española de la nueva nación istmeña.
La falta de presupuesto, el poco armamento militar con el que se contaba y la inseguridad de ser reconquistados por España, pone en peligro el seguir con la aventura independentista del istmo, por lo que se proponen la unión con algunas de las nuevas naciones americanas, entre ellas los vecinos de la unión centroamericana y la nación del Perú que había sido el principal socio comercial del istmo en la época virreinal.
Sin embargo, los patriotas panameños, admirando el liderazgo y la visión de Simón Bolívar, toman la decisión de unirse voluntariamente a la República de Colombia o Gran Colombia.

### Unión a Colombia
Hacia 1810 los territorios correspondientes a la Real Audiencia de Panamá estaban conformados por Castilla del Oro y el Ducado de Veragua (de la familia Colón). Al declarar su unión voluntaria a la Gran Colombia de Simón Bolívar (Cundinamarca, Venezuela y Quito), fue dividida en dos provincias: la de Panamá (que comprendía la ciudad de Panamá, el Darién, las costas del golfo de Urabá en el Caribe y el Chocó) y la de Veraguas (que extendía desde los territorios centrales del Istmo, la ciudad de Natá de los Caballeros, parte de la actual Costa Rica como Burica en el Pacífico, la costa del golfo de los Mosquitos hasta la frontera de la actual Nicaragua y las varias islas en el Caribe, como el archipiélago de San Andrés y Providencia (frente a las costas de Nicaragua). Esta situación no fue tomada con agrado por los habitantes del istmo, generando en el futuro situaciones de distanciamiento con el gobierno colombiano y movimientos separatistas.
El Congreso Anfictiónico de junio de 1826, bajo el ideal de Simón Bolívar, reúne en Ciudad de Panamá a representantes de los nuevos países del continente americano como Centroamérica, la Gran Colombia, México y Perú, como una confederación en defensa del continente contra posibles acciones de la Liga de la Santa Alianza conformada por las potencias europeas y sus reclamaciones de territorios perdidos en América.
En 1830 se produce la Primera Separación de Panamá de Colombia. La Gran Colombia atravesaba por un caos político debido a que Venezuela y Ecuador tomaron la decisión de separase de la confederación, Sucre había sido asesinado y Bolívar desistió del gobierno. El general José Domingo Espinar, Comandante Militar del Istmo, declara la separación de Panamá el 26 de septiembre de 1830, al no estar de acuerdo con la inestabilidad del gobierno de Joaquín Mosquera, sucesor de Bolívar. 
Espinar le ofrece a Bolívar el gobierno del Istmo, para que luchara por la adhesión de los demás países de la confederación, sin embargo Bolívar se encontraba enfermo y declina el ofrecimiento, pidiéndole a Espinar que reintegrara el Istmo de nuevo a la Gran Colombia. Panamá fue reintegrada a la confederación el 11 de diciembre de 1830, insinuando la posibilidad de una nación independiente de la Gran Colombia.
El general Fábrega no apoyaba la decisión de reintegro del istmo por parte de Espinar y se marcha hacia Veraguas, dejando a cargo del control militar de la Ciudad de Panamá al coronel Juan Eligio Alzuru. Los enemigos de Espinar convencen a Alzuru de aprisionarlo y enviarlo al destierro. Con la idea de proclamarse dictador, Alzuru busca apoyo en el pueblo panameño y su sentido nacionalista, dando como resultado la Segunda Separación de Panamá de Colombia el 9 de julio de 1831. Alzuru se convirtió en un dictador y pierde el apoyo de la población panameña. La llegada al istmo del coronel Tomás Herrera, en cooperación con Fábrega y demás panameños ilustres, Alzuru es apresado y fusilado. Meses después, la nación del istmo se vuelve a unir a Colombia, con el desencanto de estar unido a un país en decadencia, con la extinción de la Gran Colombia, ya que Venezuela y Ecuador eran países independientes, y la falta del liderazgo de Simón Bolívar, dejando ver entre los panameños que formar parte de la República de la Nueva Granada era innecesario, naciendo así sociedades y partidos con ideales separatistas en Panamá.

#### Estado del Istmo (1840 - 1841)

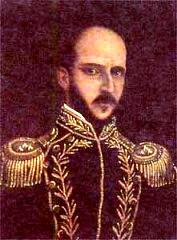
General Tomas Herrera.

La guerra granadina de 1839 al mando de general José María Obando, lanzó a la región a un conflicto armado, al cual los habitantes del istmo se sentían ajenos y preferían evitar. Desistiendo de entrar a la guerra, se creó una junta popular reunida en la Ciudad de Panamá el 18 de noviembre de 1840, para declarar la separación de Panamá de Colombia por tercera vez, bajo el nombre del Estado del Istmo. Encabezado por el coronel Tomás Herrera, se redacta la primera constitución panameña, se organiza la economía y las instituciones políticas de la nación. Costa Rica y EE. UU. reconocieron al nuevo país. Tras meses de negociación el gobierno de Bogotá logra convencer al Coronel Herrera de reintegrar al istmo bajo el acuerdo de no emprender castigo contra los secesionistas istmeños. Haciendo caso omiso a lo acordado, una vez reintegrado el istmo, el coronel Herrera es desterrado y borrado del escalafón militar.
Al reintegrarse el istmo de Panamá a la Nueva Granada en 1841, las autoridades neogranadinas entrevieron que Inglaterra tenía intenciones de tomar posesión de alguna región panameña por donde se pudieran unir las dos costas por algún medio de comunicación, cercenando el territorio neogranadino. Pruebas de esa apreciación eran las colonias inglesas en Centroamérica de la Honduras británica (actual Belice) y Costa de los Miskitos (costas de Nicaragua y Honduras) entonces buscó la protección de Estados Unidos para que salvaguardara la soberanía neogranadina en Panamá, ofreciéndole, a cambio, importantes privilegios en esa parte del istmo. Con ese propósito, el Ministro de Relaciones Exteriores de la Nueva Granada, Manuel María Mallarino y el encargado de los negocios estadounidenses Benjamin Bidlack firman, el 12 de diciembre de 1846, el Tratado Mallarino-Bidlack, en donde Estados Unidos garantiza la soberanía neogranadina en Panamá, y la Nueva Granada concede a EE. UU. el privilegio de usar el istmo para la construcción de vías de comunicación entre las dos costas. Asimismo, los Estados Unidos se comprometen a garantizar la neutralidad del istmo y el libre tránsito entre los océanos Pacífico y Atlántico, produciéndose la entrada del ejército estadounidense en territorio panameño y abriendo la puerta al intervencionismo estadounidense en Panamá. Una de las consecuencias de este tratado es el desaliento de los panameños en el deseo de separarse de la Nueva Granada, durante la segunda mitad del siglo XIX, viendo tropas norteamericana acantonadas en su territorio dispuestas a "garantizar el orden".
En 1850 el general José Domingo Espinar y el dr. E. A. Teller editor del periódico "Panamá Echo", llevan a cabo una revolución la madrugada del 29 de septiembre, que termina con la Cuarta Separación de Panamá de Colombia. José de Obaldía, gobernador del Istmo, no estaba de acuerdo con esta separación ya que veía al istmo todavía no preparado para asumir el control de su destino, convenciendo de desistir y reintegrar nuevamente al istmo.

### Estado Soberano de Panamá (1855 - 1886)
La fiebre del oro en California, produjo la migración de viajeros de todo el mundo por diversas rutas, convirtiendo a Panamá como la vía más corta y factible entre el este y el oeste del continente americano, haciendo retomar la idea de la construcción de vías de comunicación como canales y ferrocarriles para el paso de mercancías y pasajeros. Los derechos para la construcción y administración de la obra por parte de los Estados Unidos en territorio panameño fueron negociados por el gobierno de Bogotá a través del Convenio Paredes-Stephens. El 28 de enero de 1855 se inaugura el Ferrocarril de Panamá por parte del presidente de la Nueva Granada, el panameño José de Obaldía. Una de las obras de ingeniería más importantes de esa época, que atravesaba el istmo, y convertía a la Ciudad de Panamá en la primera gran metrópoli que tuvo Colombia. Bajo el liderazgo de William J. Aspinwall, John L. Stephens y James L. Baldwin, se completa la construcción del ferrocarril, demostrando un gran valor y resistencia a los intensos trabajos y lucha contra las enfermedades.

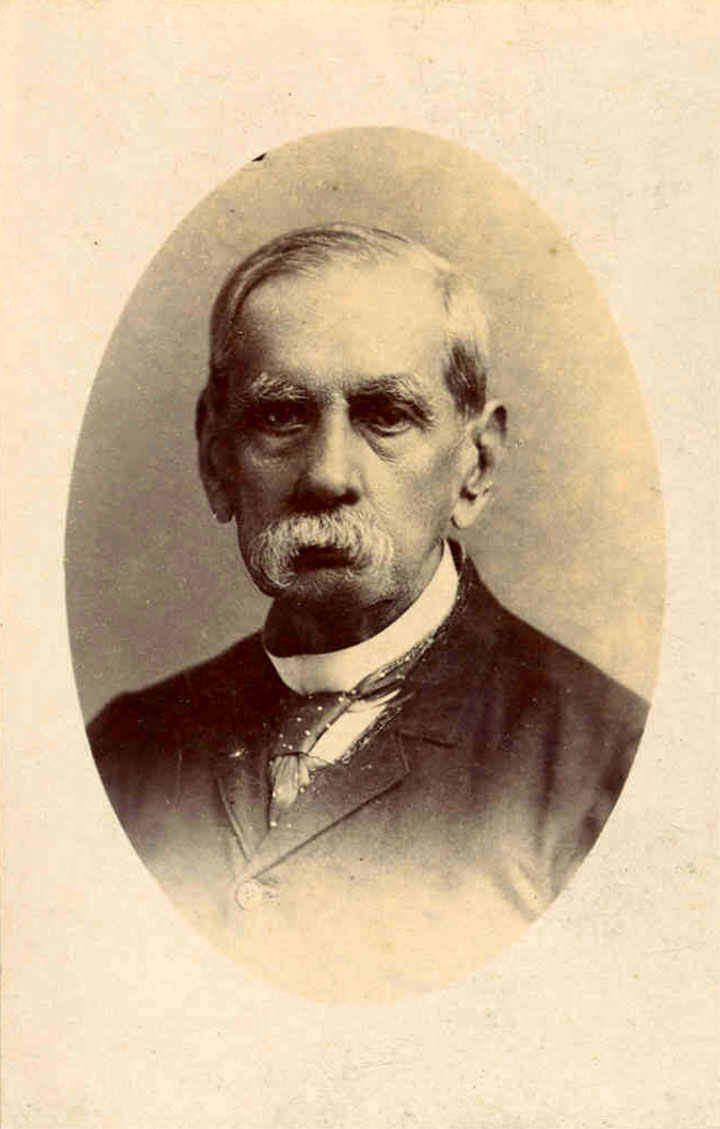
El político Justo Arosemena.

Justo Arosemena, estadista elegido representante del istmo ante el Congreso Granandino, logró el 27 de febrero de 1855 que se incorporase a la constitución, por medio de un Acto Legislativo, la creación Estado Federal de Panamá. (Siendo el primer estado federal de Colombia antes de La Confederación Granadina y Los Estados Unidos de Colombia).El 15 de abril de 1856 ocurrieron una serie de hechos violentos entre panameños y estadounidenses conocidos como "el incidente de la tajada de sandía". El estadounidense Jack Olivier, decide comprarle al panameño José Manuel Luna una tajada de sandía, la cual se comió y por la que se negó a pagar un real o 5 centavos de dólar. Esto generó una discusión que finalizó cuando Olivier saca un arma y dispara, escapando luego del lugar. Esto provocó una pelea entre panameños y estadounidenses, donde se termina por incendiar las instalaciones del ferrocarril, provocando que los soldados estadounidenses reprimieran a la población panameña, con un saldo de 16 muertos estadounidenses y 2 muertos panameños. El gobierno de Estados Unidos acusó a la policía de Nueva Granada de haberse puesto de parte de los panameños y permitirles asaltar y saquear propiedades estadounidenses, indicando la incapacidad de mantener el orden y suministrar protección adecuada para el tránsito estadounidense por Panamá.
El 19 de septiembre de ese año, el ejército estadounidense desembarca un destacamento militar para la protección de la estación de ferrocarril y restablecer el orden en la Ciudad de Panamá. Esta ocupación es considerada el primer caso de intervención armada en Panamá por parte del gobierno estadounidense, con el motivo de garantizar la neutralidad y el libre tránsito a través del istmo. El 10 de septiembre de 1857 el gobierno granadino acepta su culpabilidad y firma el Tratado Herrán-Cass, pagando una indemnización de US$ 412.394 (dólares estadounidenses en oro), por los daños causados por los panameños.
El 5 de julio de 1874 se funda la Compagnie Universelle du Canal Interocéanique por parte del conde De Lesseps, con el propósito de construir un canal a nivel por Panamá. Los franceses iniciaron los trabajos en enero de 1881, pero los grandes gastos y el poco control existente, sumado al desconocimiento de la forma de transmisión de enfermedades en la región como la fiebre amarilla y la malaria se convirtieron en el principal obstáculo para la construcción del canal. Entre los trabajadores altamente calificados que llegaron al istmo para la construcción del canal por parte de Francia se encontraba el ingeniero francés Philippe Bunau-Varilla, graduado de la École Polytechnique y de la École de Ponts et Chaussées, que a la edad de 27 años es designado Jefe Interino de la Compañía del Canal.
La Compagnie Universelle du Canal de Panamá fue intervenida y liquidada el 15 de septiembre de 1889. Como causas probables para explicar el fracaso se indican una mala administración, corrupción, alta mortalidad por enfermedades tropicales y la no aceptación por parte del Conde de Lesseps de no cambiar el proyecto de canal a nivel por uno de esclusas, como alternativa y recomendación de ingeniería para poder concluir la obra. En esfuerzos desesperados por salvar los dineros de la compañía, se autoriza a vender activos y derechos en el istmo a los Estados Unidos, por parte de Bunau-Varilla. La aventura francesa en el istmo duró diez años a un costo aproximado de 1400 millones de francos y una pérdida de vidas humanas cercana a los 20 000 muertos.
Entre 1899 y 1902 se desata la Guerra de los Mil Días entre liberales y conservadores, convirtiendo al istmo en un sangriento campo de batalla donde muere gran parte de la juventud panameña, como lo reflejan las batallas del puente de Calidonia en julio de 1900 y la Aguadulce en febrero de 1901. El 22 de noviembre de 1902 conservadores y liberales firmaron en el barco de guerra estadounidense "Wisconsin", el pacto llamado la Paz del Wisconsin, donde se da por terminado el conflicto. En noviembre de 1902 es capturado Victoriano Lorenzo, con el argumento de que no compartía el acuerdo de paz y que tomaría de nuevo las armas. El gobierno colombiano, temeroso de que el guerrillero panameño fuera puesto en libertad, decide condenarlo a muerte presentándolo como un delincuente común. El 15 de mayo de 1903 el caudillo liberal es ejecutado en la Ciudad de Panamá. Su cadáver nunca fue entregado a sus familiares y amigos.
En enero de 1903 se firma el Tratado Herrán-Hay entre Estados Unidos y Colombia para finalizar la construcción del canal por territorio panameño, el cual luego no fue ratificado por el senado colombiano el 12 de agosto, aduciendo que la cláusula que concedía soberanía a EE. UU. sobre el canal y una franja a lado y lado, era inaceptable.

### Separación de Colombia
Si bien es cierto que la independencia de Panamá de España fue un movimiento ajeno a la revolución liderada por Bolívar, la unión voluntaria de la Nación del Istmo a Colombia, en busca de un mejor futuro bajo el liderazgo de Simón Bolívar, fue una decisión tomada por los istmeños en 1821, la cual estuvo marcada por las situaciones adversas vividas en las diferentes repúblicas colombianas como enfrentamientos sociales, decisiones políticas desatinadas y una mala situación económica que no presentaba una salida al empobrecimiento al que había sido sometida la nación del istmo.
Luego de 17 intentos de separación y 4 separaciones declaradas con un posterior reintegro de la unión con Colombia, el fracaso de la construcción del canal por parte de los franceses, la Guerra de los Mil Días librada en territorio panameño, el fusilamiento del caudillo liberal Victoriano Lorenzo, el rechazo del senado colombiano al tratado Herrán-Hay para la construcción del canal interoceánico por parte de los Estados Unidos sirven de detonante para un nuevo movimiento separatista dirigido por líderes como José Agustín Arango, Manuel Amador Guerrero, Carlos Constantino Arosemena, General Nicanor A. De Obarrio, Ricardo Arias, Federico Boyd, Tomás Arias y Manuel Espinosa Batista.
José Agustín Arango, prominente ciudadano y político istmeño, trabajó en secreto la preparación del movimiento separatista y conformó una junta revolucionaria clandestina destinada a separar el istmo de la soberanía colombiana, y así poder negociar directamente con Estados Unidos la construcción del canal interoceánico por Panamá, ya que Estados Unidos exploraba la posibilidad de la construcción de la vía entre Nicaragua y Costa Rica. Por su parte, Manuel Amador Guerrero viajó en secreto a los Estados Unidos en busca de apoyo para el plan. Así mismo, el movimiento obtuvo en Panamá el respaldo de importantes jefes liberales y el apoyo del comandante militar Esteban Huertas, acordándose la puesta en marcha del plan separatista para un día no definido del mes de noviembre de 1903.
Los insistentes rumores sobre un movimiento en ciudad de Panamá, hicieron que Colombia movilizara al Batallón Tiradores desde Barranquilla, con instrucciones para reemplazar al gobernador José Domingo de Obaldía y al general Esteban Huertas, quienes ya no gozaban de confianza por parte del gobierno de Bogotá.
La mañana del 3 de noviembre de 1903 desembarca en Colón el Batallón Tiradores, al mando de los generales Juan B. Tovar y Ramón G. Amaya. El contingente armado debió ser transportado hacia Ciudad de Panamá, pero fueron comunicados de contratiempos, por parte de las autoridades del Ferrocarril de Panamá, quienes actuaron en complicidad con el movimiento separatista. Sin embargo los generales y altos oficiales accedieron a transportarse a la Ciudad de Panamá sin sus tropas.
Una vez llegados a Ciudad de Panamá, Tovar, Amaya y sus oficiales fueron arrestados por órdenes del general Esteban Huertas, quien comandaba el selecto Batallón Colombia, cuya jefatura pretendían reemplazar.
La decisión del general Huertas de apoyar el movimiento separatista y arrestar a los generales colombianos dependió del apoyo que le brinda el general Domingo Díaz quien junto al pueblo del arrabal de Santa Ana tomaron las armas, formando un ejército de más de mil panameños listos a defender la patria. La flota naval anclada en la bahía de Panamá se rindió sin oponer resistencia.
En la Ciudad de Colón quedó la tropa del Batallón Tiradores bajo el mando del coronel Eliseo Torres, quienes fueron sometidos por las fuerzas separatistas y obligados a zarpar del Istmo rumbo a Colombia.

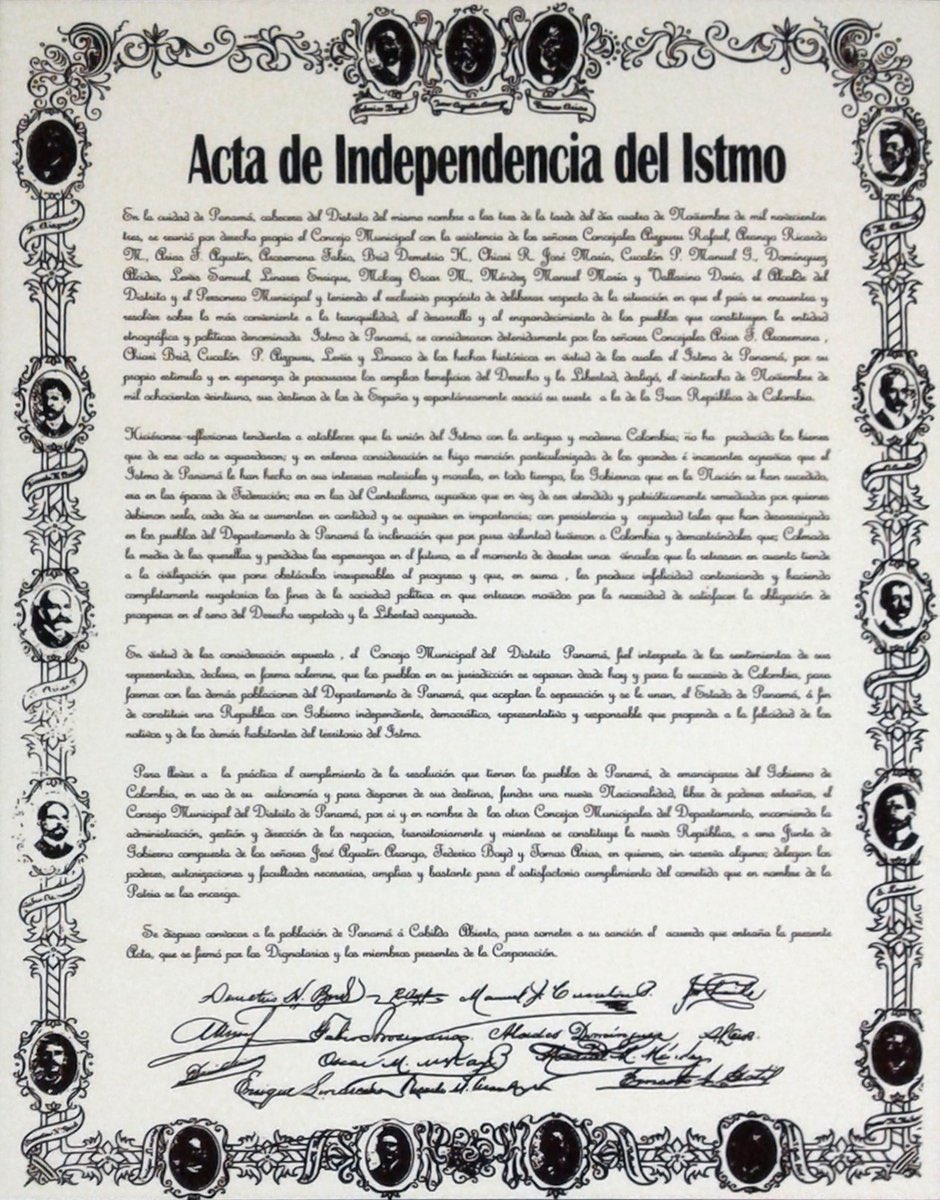
El Acta de independencia de Panamá en 1903.

Toda la Ciudad de Panamá se encontraba conmocionada y en todos los barrios se escuchaban los gritos de celebración y festejo a la naciente República de Panamá. La tarde del 3 de noviembre de 1903 el Consejo Municipal de la Ciudad de Panamá presidido por Demetrio H. Brid se reunió bajo la voluntad del pueblo de ser libre y de establecer un Gobierno propio, independiente, y soberano, sin la subordinación de Colombia, bajo el nombre de República de Panamá, decisión que halló inmediatamente respaldo en el resto del país. 
El Consejo Municipal de Panamá establece el 4 de noviembre una Junta Provisional de Gobierno conformada por José Agustín Arango, Federico Boyd y Tomás Arias, la cual ejerció funciones hasta febrero de 1904 cuando la Convención Nacional Constituyente designa a Manuel Amador Guerrero como primer Presidente Constitucional de la República de Panamá.
Hubo varios intentos por parte del gobierno colombiano para revertir la separación del istmo, desde reuniones de alto nivel entre representantes de Bogotá y Panamá, ofrecimientos políticos como la aprobación del tratado del canal que había sido rechazado y el traslado de la capital de Colombia a Ciudad de Panamá, así como un fracasado intento de invasión militar a través de las selvas del Darién y hasta la invocación del tratado Mallarino-Bidlack que exigía a los Estados Unidos someter militarmente al pueblo panameño a fin de restablecer una soberanía colombiana sobre la nación del Istmo. Sin embargo la decisión para los panameños ya estaba tomada y la República de Panamá fue rápidamente reconocida por las naciones latinoamericanas, los Estados Unidos y las potencias europeas.
El 30 de marzo de 1922, el Congreso de Estados Unidos ratificó el tratado Thompson-Urrutia, que concedía a Colombia una indemnización por 25 millones de dólares, con el propósito de "eliminar todas las desavenencias producidas por los acontecimientos políticos ocurridos en Panamá en 1903", además de otorgarle a Colombia el derecho a tránsito gratuito por el Canal para buques de guerra y tropas. A raíz de dicho tratado se produce el intercambio de embajadores, Nicolás Victoria Jaén por Panamá y Guillermo Valencia por Colombia, lo que marca el inicio de relaciones diplomáticas y el reconocimiento de ambos países.

## Época republicana

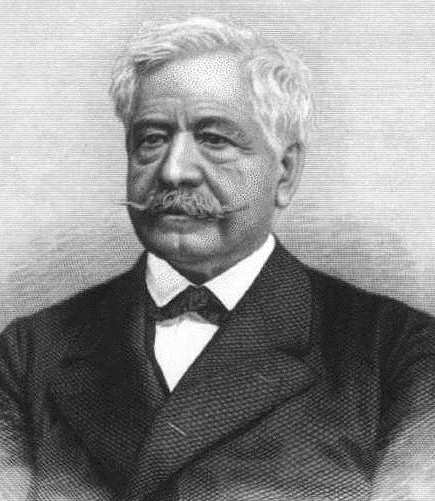
El Ingeniero Francés, Ferdinand de Lesseps

Una vez declarada la Separación de Panamá de Colombia, el nuevo gobierno por medio de su embajador plenipotenciario Philippe-Jean Bunau-Varilla, logra la firma de un tratado para la construcción de un canal interoceánico por el istmo con el gobierno de Estados Unidos. El Tratado Hay-Bunau Varilla permitió la construcción de la vía que había quedado inconclusa por el grupo francés de Ferdinand de Lesseps y el gobierno de Colombia. La construcción del canal fue terminada en 1914 utilizando tecnología avanzada para la época como motores eléctricos con sistemas de reducción para mover las compuertas de las esclusas, sistemas de vías de ferrocarril para movilizar las toneladas de material excavado y la construcción del lago Gatún, el lago artificial más grande del mundo hasta esa época. Algunos aspectos en salud pública resultaron de relevancia ya que se consideraron como uno de los obstáculos que motivaron el fracaso de la empresa francesa. El saneamiento y fumigación de las áreas, así como la reconstrucción de los acueductos y alcantarillados de las ciudades de Panamá y Colón fueron decisivos.
Los tratados del canal concedían la administración de una franja de terreno de 10 millas de ancho a lo largo de la vía interoceánica al gobierno de los Estados Unidos, que aun cuando se reconocía la soberanía de Panamá generó situaciones de conflicto entre ambas naciones en décadas siguientes.

### Primera Década Republicana (1904 - 1912)

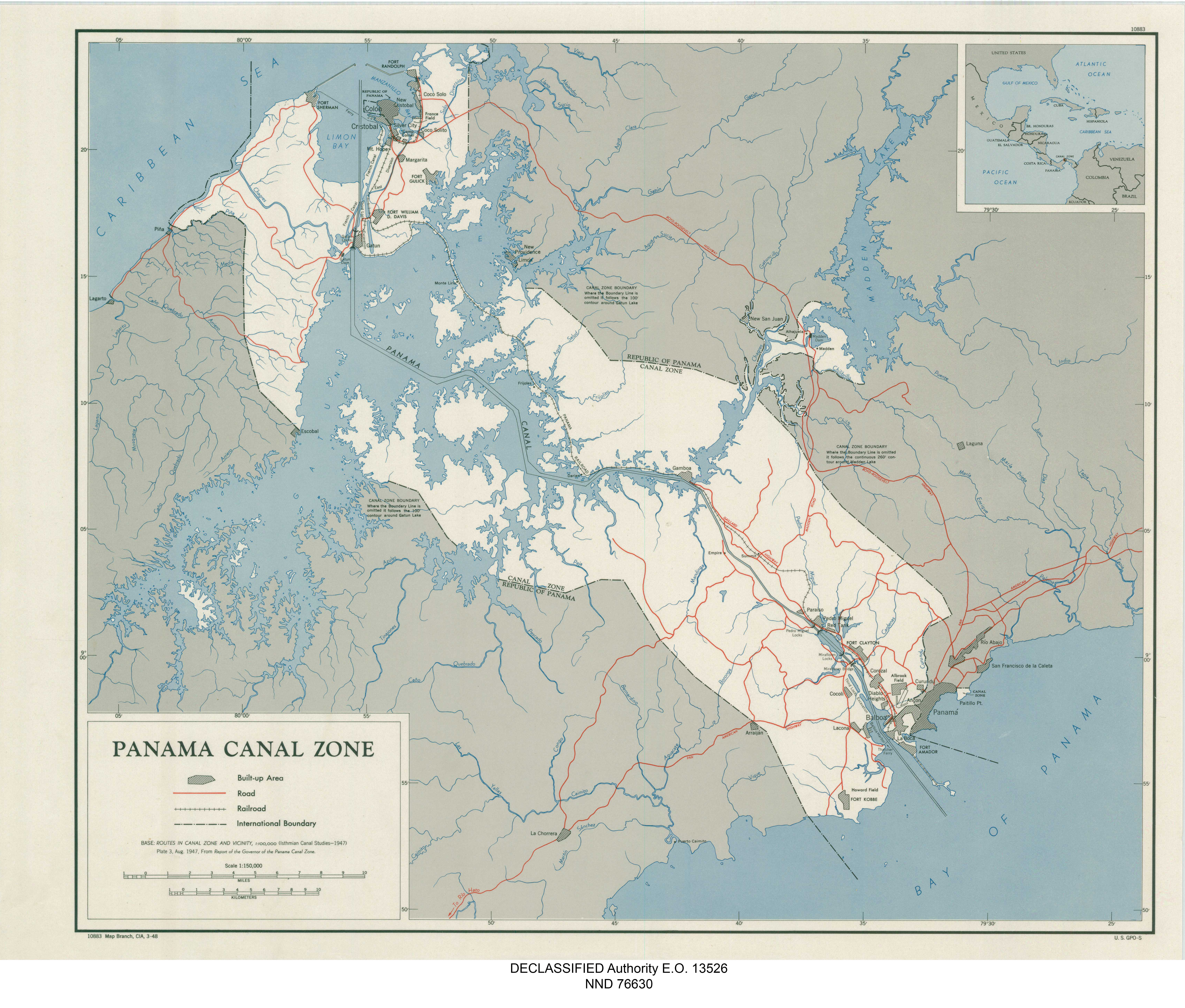
Zona del Canal de Panamá, ocupada por soldados y ciudadanos de EE.UU. entre 1903 y 1979.

Manuel Amador Guerrero fue el Primer Presidente de Panamá (1904 - 1908) por el Partido Conservador, que se dedicó a reconstruir poco a poco el País de la Guerra de los Mil Días y comenzar a segmentar el estado panameño, en noviembre de 1904 Los Estados Unidos exigen la desintegración del Ejército de Panamá porque podía representar una amenaza para La Zona del Canal de Panamá
Durante los primeros años de época republicana, el gobierno estadounidense prestó mucha atención a los hechos transcurridos en Panamá, principalmente vigilaban las elecciones presidenciales para que los líderes estuvieran a favor de sus intereses. En 1910, el presidente José Domingo de Obaldía muere en el cargo por culpa de un paro cardíaco, siendo sucedido por el segundo designado liberal, Carlos Antonio Mendoza como presidente provisional, pero fue removido por la Asamblea Nacional por sus ambiciones a participar en las próximas elecciones de 1912 siendo reemplazado por el Abogado Pablo Arosemena donde durante su periodo provisional fue acusado por rumores de nepotismo y abaratar el dinero del estado. En 1912, Obaldía participó en las elecciones de ese mismo año por el Partido Liberal contra, el también liberal, el Doctor Belisario Porras Barahona, este último ganando las elecciones.

### Presidencia de Belisario Porras

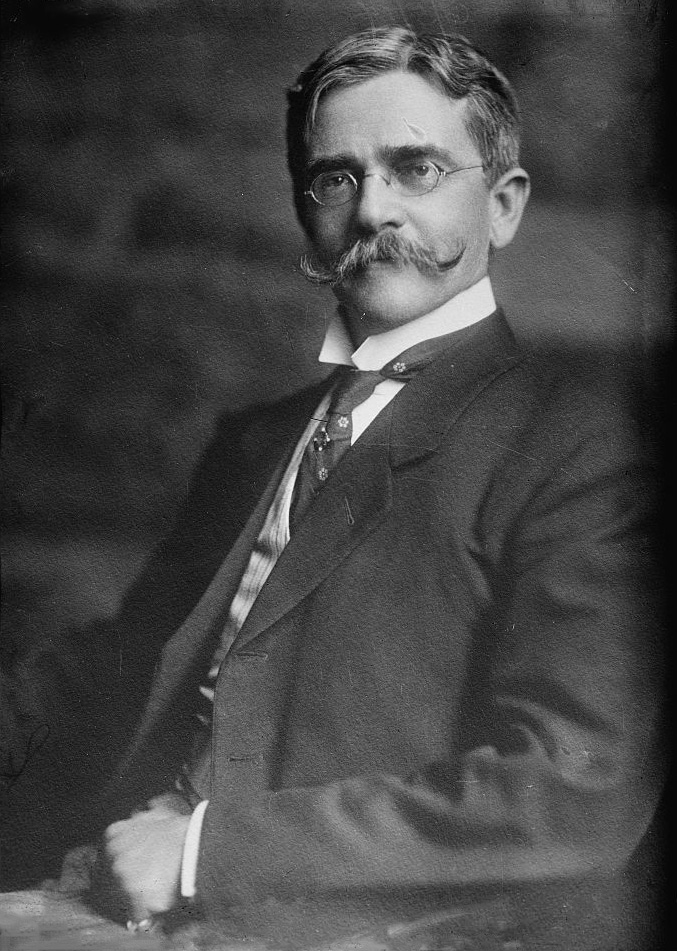
El Ex-Presidente, Belisario Porras Barahona (1912 - 1916) (1918 - 1920) (1920 - 1924)

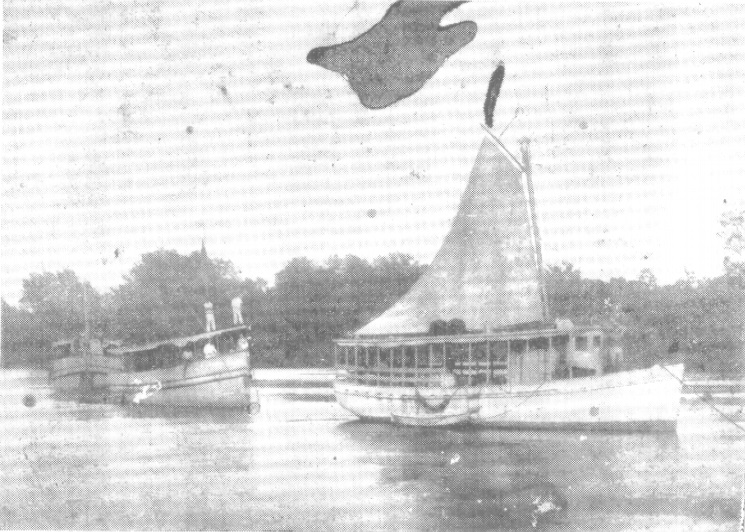
Buques costarricenses capturados por los panameños como trofeo de guerra durante la Guerra de Coto, que fue un breve conflicto fronterizo en 1921 entre Panamá y Costa Rica, que finalizó tras la mediación de EE.UU. y terminó en 1941 cuando se firmó el Tratado Echandi-Fernández, que delimita definitivamente la frontera entre ambos países.

Porras en su periodo presidencial trajo avances de infraestructura, leyes, comunicaciones, transporte, económicos, entre otros al joven país.[cita requerida] Las controversias políticas surgidas por la interpretación de los tratados, eran consideradas como una amenaza a la soberanía panameña y acentuaban las diferencias entre las autoridades del Istmo y las de la Zona del Canal. En 1914, el presidente Belisario Porras plantea por primera vez la necesidad de un nuevo tratado sobre el Canal de Panamá. Ese año empezó la Primera Guerra Mundial y Panamá se mantuvo neutral hasta el año 1917, cuando se incorporó al bando de los aliados, quienes ganaron la guerra.
Durante su periodo, el Partido liberal tuvo enfrentamientos entre facciones dentro de sí,[cita requerida] específicamente entre la facción porrista y la facción chiarista que se disputaban el poder entre sí. Las elecciones de 1916 la disputaron estas facciones, entre Ramón Maximiliano Valdez a favor de la facción porrista y Rodolfo Chiari, por la chiarista. Mientras esto ocurría, el Partido Conservador se iba quedando relegado por el Liberal ya que la mayoría de sus líderes ya estaban muy mayores o ya habían fallecidos, quedando poco a poco a segundo plano. 
Ganando las elecciones Ramón Maximiliano Valdez, donde a pesar de que la mayoría de sus proyectos importantes no fueron escuchados, se creó la Cruz Roja Panameña en su gobierno como también la entrada de Panamá en la Primera Guerra Mundial apoyando al bando de la Entente, Valdez moriría en el cargo en 1918, siendo reemplazado por Ciro Luis Urriola como presidente provisional, este provocando una Intervención Estadounidense en el país por la Asamblea nacional al suspender indefinidamente las próximas elecciones, siendo reemplazado por Belisario Porras como presidente interino. 
En 1920 Porras dejó la presidencia para prepararse para las elecciones de 1920 siendo reemplazado por Ernesto Lefevre, en las elecciones Porras se enfrentaba a Ciro Luis Urriola se retiró y no apareció en las elecciones al ver que casi todos los votos y el apoyo fue hacia Porras, ganando este último, durante este nuevo gobierno, Porras repetiría lo mismo que hizo en su anterior presidencia, con nuevos avances en el desarrollo del país.

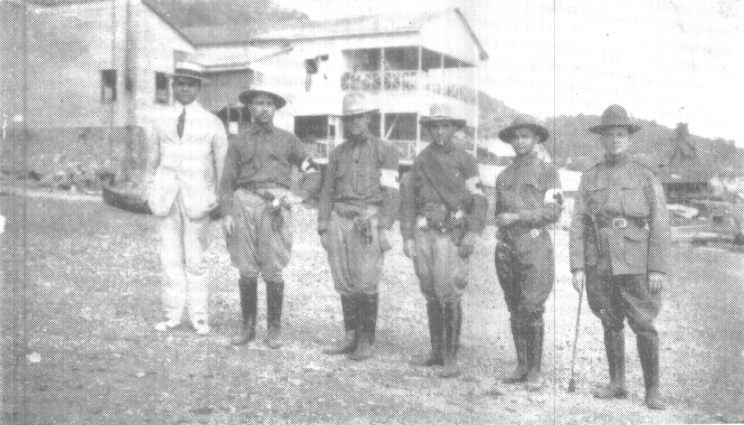
Oficiales del Ejército de Compañía de Coto junto con Eusebio A. Morales

Durante su presidencia ocurrió la Guerra de Coto contra Costa Rica, logrando transportar fácilmente policías y voluntarios ahora convertidos en soldados más rápido gracias al ferrocarril de Chiriquí que llegaba hasta Coto, logrando derrotar a los costarricenses en el Coto y capturando el pueblo, y 3 barcos costarricenses. al principio con intenciones de avanzar hacia el Golfo Dulce pero el Presidente evito esto. 
Caso distinto como ocurriría en Bocas del toro, donde los costarricenses salieron victoriosos contra las fuerzas panameñas, debido a que en la provincia solamente habrían entre 20 a 35 voluntarios contra ~2000 soldados costarricenses usando el ferrocarril de la United Fruit Company de la provincia. La guerra terminaría debido a un armisticio por parte de los Estados Unidos pero el conflicto no se solucionaría hasta 1941. En las Elecciones de 1924, los porristas y chiaristas se disputarían la presidencia de nuevo entre El General Manuel Quintero Villareal (principal oficial panameño de la Guerra de Coto) y Rodolfo Chiari, que se había aliado con el Partido Conservador, ganando las elecciones.

Diferentes Caciques Gunas y Civiles, Durante la Revolución Guna

Su presidencia se caracterizó por ser muy turbulenta debido a principalmente el Movimiento inquilinario de 1925 (donde el presidente pediría apoyo a la Zona del Canal, entrando 600 soldados estadounidenses de la zona para reprimir a los manifestantes panameños y ocupando por varios días diferentes puntos de la ciudad) y la Revolución Guna, en el mismo año.

### Década de los 30
Sería sucedido por el presidente Florencio Harmodio Arosemena que tendría que afrontar la Gran Depresión, en 1931 es derrocado por el Golpe de Estado de 1931 por parte de Acción Comunal, una Organización nacionalista, Pero la asamblea no acepta a Harmodio Arias como presidente y es elegido el Primer designado (lo que en su momento era el Vicepresidente) a Ricardo Alfaro como presidente provisional hasta las elecciones de 1932 donde Arias las logra ganar.

En 1932, se crearía el Partido Nacional Revolucionario, Por el Hermano de Harmondio Arias Madrid, Arnulfo Arias Madrid y Ezequiel Fernández. Como presidente, desarrolló un plan de trabajo para las obras públicas que impulsó la construcción de escuelas, oficinas públicas y obras sanitarias, lo que permitió dotar de alcantarillado a algunas poblaciones del interior. En 1933 realizó un viaje a la capital de Estados Unidos de América con el fin de negociar un nuevo tratado sobre el Canal de Panamá. En dicho viaje sentó las bases del futuro Tratado Alfaro-Hull. El 1 de febrero de 1934 salió ileso de un atentado, y en 1935 fundó la Universidad de Panamá. 

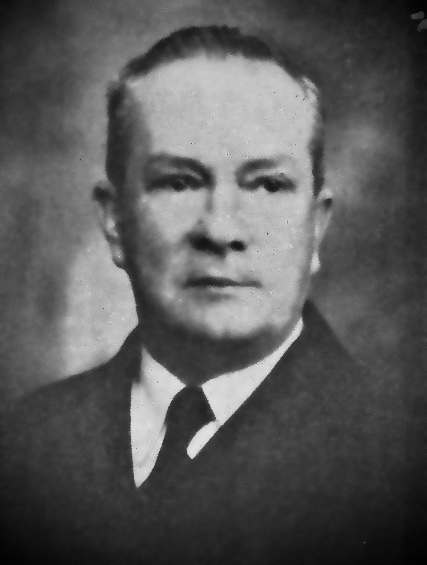
EX-Presidente Juan Demóstenes Arosemena (1936 - 1939)

El Tratado Arias-Roosevelt de 1936, firmado por los presidentes Harmodio Arias Madrid de Panamá y Franklin Delano Roosevelt de Estados Unidos, anula el principio de la intervención militar norteamericana en los asuntos internos del estado panameño, cambiando el concepto jurídico de país protegido por Estados Unidos para garantizar su independencia.
Con el paso del tiempo, el Partido Liberal se volvió a dividir en 1932 (Partido Liberal Doctrinario, el Partido Liberal Renovador y el Partido Liberal Democrático) en las elecciones de 1936, Belisario Porras regresaría a Panamá con intenciones de participar en las elecciones presidenciales de ese año y se enfrentaría contra Juan Demóstenes Arosemena, donde saldría ganador el último. 
Se crearía la Escuela Normal de Santiago y se daría lugar los IV Juegos Centroamericanos y del Caribe todo en 1938. Arosemena moriría en 1939 durante su presidencia por causas naturales siendo reemplazado por 2 presidentes interinos uno después del otro (Ezequiel Fernández y Augusto Samuel Boyd) hasta las elecciones de 1940.

### 1940 - 1952

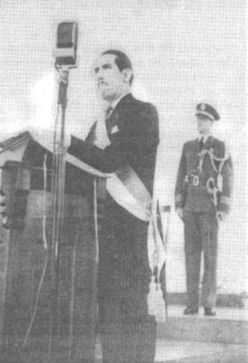
Arnulfo Arias tomando posesión de la presidencia en 1940

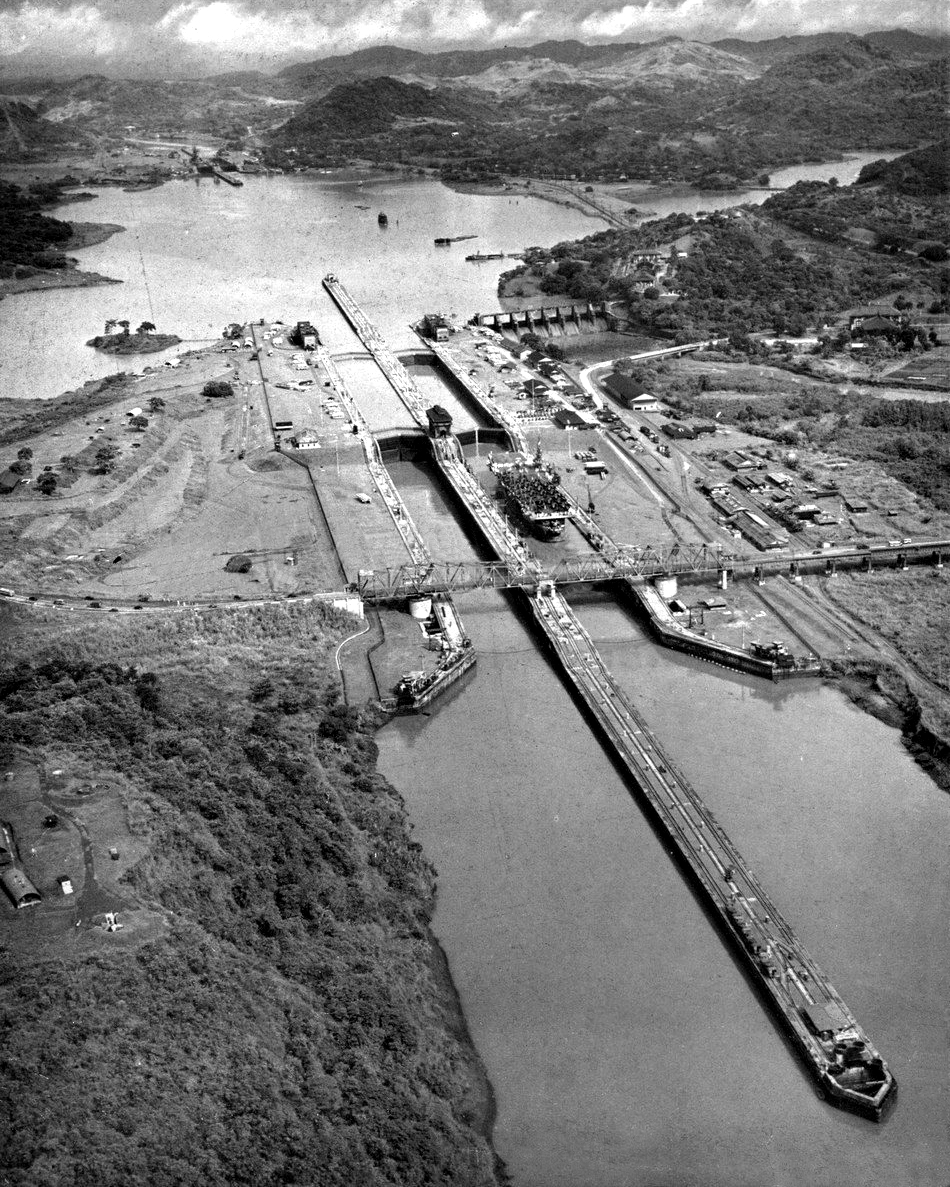
Imagen aérea del canal en 1945, en la época de Panamá durante la Segunda Guerra Mundial.

La década de los años 40 empezarian, en las elecciones presidenciales de 1940 serían ganadas por Arnulfo Arias Madrid, bajo el Partido Revolucionario, Durante el primer año de su gobierno realizó una importante labor reformista y modernizadora, que abarcó: la promulgación de la Constitución de 1941; la creación de la Caja de Seguro Social; fundación del Banco Agropecuario e Industrial, nacionalización del comercio al por menor; reglamentación del ejercicio de la abogacía; de los Bancos, del Comercio; creación del patrimonio familiar; se le otorgó el voto a la mujer; se emitió papel moneda gracias la creación de un Banco Central.
Su oposición a las exigencias de los Estados Unidos, en el umbral de la Segunda Guerra Mundial, así como la insatisfacción de algunos sectores a lo interno, condujo a su derrocamiento en octubre de 1941 con el golpe de Estado del mismo año. Aprovechando un viaje sorpresivo que hizo a la ciudad de La Habana para atender una dolencia física. 
El siguiente presidente sería Ricardo Adolfo de la Guardia, Durante su presidencia se hizo gran aliado de Estados Unidos, principalmente con motivo de la Segunda Guerra Mundial, arrendando 134 bases militares en todo el país mediante el Convenio Fábrega-Wilson y ser el primer país latinoamericano en declararle la Guerra al Eje el 7 de diciembre de 1941 (el Tercer Imperio Alemán y el Imperio Japonés) inclusive antes que el Propio Estados Unidos que lo haría el día siguiente. con el arrendamiento de estas bases militares se daría un impulso económico al País. le sucedería de forma Provisional el Presidente Enrique A. Jiménez, quien se caracterizó por ser una figura extraordinaria con dotes de gran estadista. el cual ofrecía rápidas soluciones a los problemas, Impulsó la autonomía de la Universidad de Panamá con el proveer terrenos propios y una sólida base económica para sus funciones. 
Durante su mandato, en 1946, se promulgó una nueva Constitución, que derogaba la Constitución de 1941, también durante su mandato se firmó el Tratado Filós-Hines, que garantizaba la permanencia de tropas norteamericanas en territorios estratégicos para la defensa del Canal. Esto produjo la manifestación de miles de personas, por lo que el Presidente ordenó la suspensión de las garantías individuales. Al final el clamor popular fue escuchado y la Asamblea Nacional rechazó el tratado doce días después de haber sido firmado. 
En 1948 se crea la Zona Libre de Colón como una institución autónoma del estado panameño, por el presidente Jiménez, a través de una zona franca que aprovecha la posición geográfica, los recursos portuarios y el canal como paso de rutas navieras mundiales.
En 1948, en las elecciones de ese año saldría ganador Domingo Arias Arosemena, quien comenzaría a tener complicaciones de salud lo cual obligó nombrar a su Primer designado Daniel Chanis Pinzón, asumió la presidencia constitucional de Panamá hasta la conclusión del mandato. No obstante, cuatro meses después, por presiones del jefe de la Policía Nacional José Antonio Remón Cantera, tuvo que renunciar.
En efecto, la Corte Suprema de Justicia aceptó "condicionalmente" el 20 de noviembre de 1949 la renuncia del presidente Chanis y juró en Roberto Chiari, su sucesor constitucional; cuando la Asamblea Nacional se reúne el 21 de noviembre de 1949, Chanis retiró su renuncia, declarando que fue coaccionada, y la Asamblea el 22 de noviembre de 1949 rechazó la renuncia. La Corte Suprema de Justicia el 24 de noviembre de 1949 declaró que Chanis continuara ocupando el cargo de Presidente de la República e informó a Roberto Chiari que su permanencia en la Jefatura del Estado era sólo de carácter temporal.
La Policía Nacional rechazó la decisión tomada por los Órganos Legislativo y Judicial y derrocó a Chanis, impidiéndole llegar al Palacio de las Garzas y le ofreció la Presidencia al Doctor Arnulfo Arias Madrid, posteriormente es depuesto por una ola de protestas y revuelta popular de la ciudadanía panameña con el apoyo de la Policía Nacional por el autoritario gobierno que condujo a su destitución en 1951 entre una balacera entre seguidores de Arnulfo y la Guardia Nacional en el Palacio de las Garzas, luego de esto sería elegido el vicepresidente, Alcibiades Arosemena durante una grave crisis política y económica del país. 
El jefe de policía José Antonio Remón, ganaría las Elecciones de 1952. Cómo presidente gobernaría con un alto grado de dureza con represión a grupos comunistas, establecer lazos con Estados Unidos y la creación de la Guardia Nacional en 1953.
La firma del Tratado Remón-Eisenhower de 1955, entre el Presidente Remón y el Presidente Dwight David Eisenhower de Estados Unidos, le otorga nuevas ventajas económicas y el pago de arriendos a Panamá por el canal.
La firma del Tratado Remón-Eisenhower de 1955, entre el Presidente Remón y el Presidente Dwight David Eisenhower de Estados Unidos, le otorga nuevas ventajas económicas y el pago de arriendos a Panamá por el canal. 
En 1955, el presidente Remón es asesinado en el Hipódromo Juan Franco (ahora Presidente Remón) aún manteniendo el caso en varias dudas sobre su homicidio. (Siguiendo 2 presidentes interinos hasta la finalización de su periodo)
En 1959, durante la presidencia de Ernesto de la Guardia ocurrió una invasión cubana al país, entre mercenarios cubanos y revolucionarios panameños (Siendo dirigidos curiosamente por Roberto Arias, el sobrino del ex presidente Arnulfo). Con el fin de derrocar el gobierno con un golpe de estado.

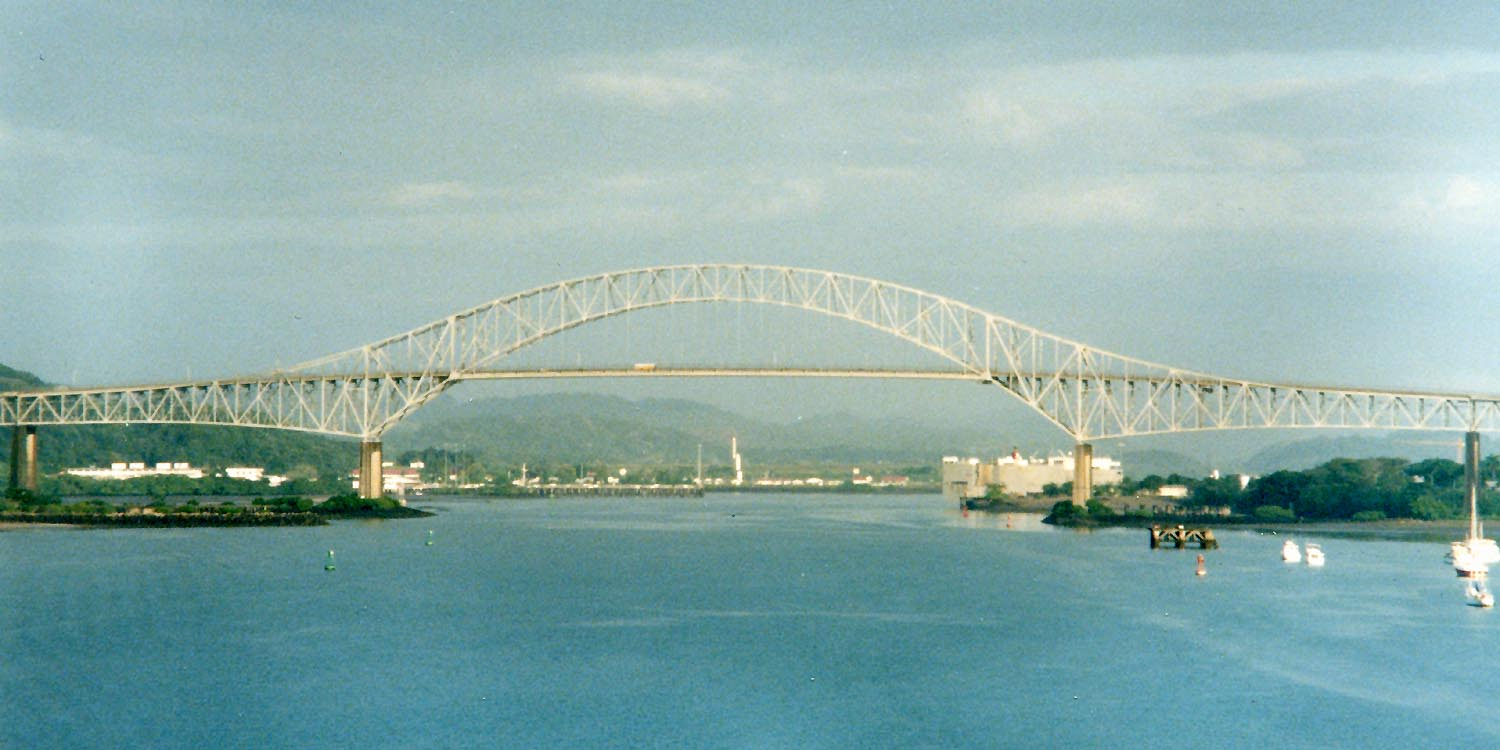
Puente de las Américas

El puente de las Américas, la estructura principal sobre el canal de Panamá por vía terrestre el istmo, es inaugurado el 12 de octubre de 1962. Se convierte en una alternativa al uso del ya regular ferry que cruzaba el canal.
El 9 de enero de 1964, estudiantes del Instituto Nacional lideran un movimiento que reclama la izada de la bandera panameña junto a la estadounidense en la zona del canal, según los acuerdos Chiari-Kennedy de 1962, terminando en disturbios estudiantiles y enfrentamientos con la población civil. Como medida para controlar la situación, el gobernador de la Zona del Canal autoriza al ejército estadounidense quien abre fuego contra civiles panameños dejando un saldo de 23 muertos y más de 400 heridos. El Presidente de Panamá Roberto F. Chiari, en una situación sin precedentes en el continente americano, rompe relaciones diplomáticas con los Estados Unidos de América y declara el no reinicio de las mismas hasta que se acordara abrir negociaciones para un nuevo tratado. En abril de ese año, ambas naciones restablecen relaciones diplomáticas y el presidente estadounidense Lyndon Johnson accede a iniciar conversaciones con el propósito de eliminar las causas de conflicto entre ambas naciones.
En 1965, Panamá y Estados Unidos firmaron la Declaración Robles-Johnson, entre los presidentes Marco Aurelio Robles de Panamá y Lyndon Johnson de Estados Unidos, en los cuales se tocaron temas como la administración del canal, la exploración para un canal a nivel por una nueva ruta, y la defensa de la vía acuática.
A pesar de lo que podría sonar, en el Gobierno del Presidente Robles este intentó incluir a miembros de la clase media en la vida política panameña pero con resultados altamente cuestionados al producirse uno de gobiernos con más alta taza de corrupción en el país.
Durante los años de 1967 y 1968, la vida política del país estaba en una constante crisis, por las riñas entre el presidente Robles, la asamblea y la guardia nacional, tanto así que en 2 ocasiones la asamblea trató de nombrar a Max Delvalle como nuevo presidente, pero por los ataques de la guardia nacional impidieron esto y el Presidente Robles siguió gobernando hasta finalizar su periodo (La turbulencia política principal se debió por qué Robles apoyó la candidatura de David Samudio Ávila, quien había sido su ministro de Hacienda y Tesoro, con empresa y fondos públicos). 
Esto pudo haber servido como el principal antecedente de lo que sucedería en octubre de 1968.

## Dictadura militar

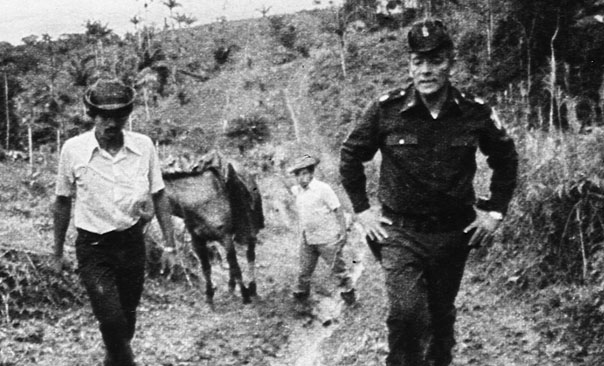
General Omar Torrijos (derecha) acompañando a campesinos del campo panameño. El gobierno de Torrijos fue conocido por sus políticas de redistribución de tierras.

El 11 de octubre de 1968, a solamente unos días de haber asumido la presidencia Arnulfo Arias Madrid, los mandos medios de la Guardia Nacional, liderados por Boris Martínez, secundado por el coronel Omar Torrijos Herrera dan un golpe estado, en el comunicado oficial los golpistas señalaron que el intento por violar la voluntad popular en las elecciones legislativas, así como la integración ilegal del Tribunal Electoral, los había llevado a adoptar la decisión de asumir el poder por medio de un gobierno provisional que preparara el retorno al orden democrático. estableciendo el inicio de una dictadura militar en el país que duró 21 años, bajo 4 regímenes distintos que fueron, Junta Militar (1968 a 1969), Omar Torrijos llamado también "El Proceso Revolucionario" (1969 a 1981), Rubén Darío Paredes(1981 a 1983) y Manuel Antonio Noriega (1983 a 1989). Bajos estos 4 regímenes ocurrieron exilios y desapariciones, como también movimientos armados a favor de Arnulfo Arias Madrid en Piedra Candela en la Provincia de Chiriquí y Huacas del Ige en la Provincia de Coclé que fueron derrotados por la Guardia Nacional, dando como resultados perdidas humanas en ambos bandos. En 1972 el gobierno militar del General Torrijos emite una nueva constitución política (Sigue vigente bajo las reformas de 1983 y 2003) en la cual se le reconoce como líder del proceso revolucionario del 11 de octubre y jefe del estado panameño. 
Torrijos implementó una política populista, con la inauguración de escuelas y la creación de empleo, la redistribución de tierras agrícolas (que fue la medida más popular de su gobierno). Las reformas fueron acompañadas de un importante programa de obras públicas. También se enfrenta a las multinacionales norteamericanas, que exigen aumentos salariales para los trabajadores y la redistribución de 180.000 hectáreas de tierras no cultivadas. En febrero de 1974, siguiendo el modelo de la OPEP para el petróleo, intentó formar la Unión de Países Exportadores de Banano con los demás Estados centroamericanos para responder a la influencia de estas multinacionales, pero no obtuvo su apoyo. Su política promueve el surgimiento de una clase media y la representación de las comunidades indígenas. 
El 7 de septiembre de 1977 se firma en la Sede de la Organización de Estados Americanos en Washington el Tratado Torrijos Carter entre el jefe de gobierno de Panamá, Omar Torrijos Herrera y el presidente de los Estados Unidos Jimmy Carter. Los Tratados Torrijos-Carter establecen la entrega de la administración del canal de Panamá y el abandono progresivo de todas las infrastructuras civiles y militares estadounidenses en el territorio de Panamá. 
En 1981 muere el General Torrijos en un accidente aéreo.

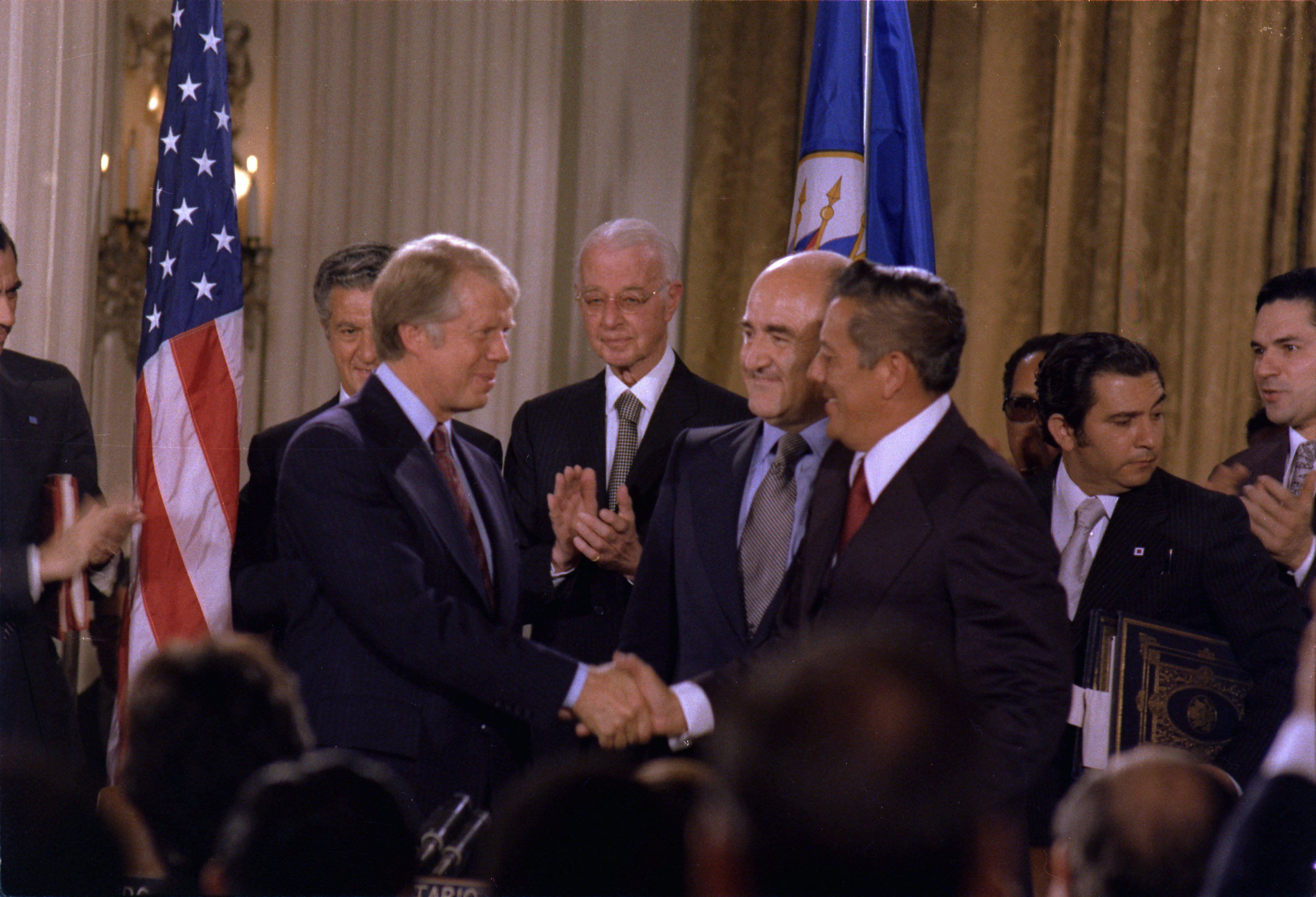
El presidente estadounidense Jimmy Carter y el jefe del gobierno panameño Omar Torrijos después de firmar los Tratados Torrijos-Carter de 1977.

Luego de la muerte de Omar Torrijos se establece un relevo generacional dentro de la Guardia Nacional, en el cual figuraban los siguientes nombres: General Rubén Darío Paredes, Roberto Díaz Herrera y Manuel Antonio Noriega.
Paredes asume bajo como General en Jefe de la Guardia Nacional durante poco tiempo. El régimen cerró diarios de publicación masiva y censuró toda publicación contra el gobierno de turno. El General Paredes tenía aspiraciones políticas, en especial, el ser presidente de Panamá, y se lanzó confiado del apoyo de los militares junto a Noriega en las elecciones de mayo de 1984, y traspasó el mando de las Fuerzas Armadas a Manuel Antonio Noriega; teniendo un total descalabro y siendo pasado a retiro
En agosto de 1983 asciende a comandante en jefe de la Guardia Nacional el general de cuatro estrellas, Manuel Antonio Noriega, que transforma la institución armada en las Fuerzas de Defensa de Panamá. El General Noriega fue acusado de narcotraficante, de corrupción y fraude electoral de 1984 por el doctor Hugo Spadafora, quien fue asesinado,  provocando protestas y manifestaciones por parte de la población panameña, que fueron reprimidas brutalmente por las Fuerzas de Defensa. Durante los siguientes años, el país cae en una recesión económica y social, cuando el Índice de Desarrollo Humano pasa de 0,769 en 1985 a 0,765 en 1990; se sufre una contracción del PIB por dos años seguidos (1987: -1.8), (1988: -13.3). Más tarde en mayo de 1989, por instrucciones del General Noriega son anulados los resultados electorales para elecciones presidenciales, suspendiendo en septiembre la constitución y asumiendo el control de la nación panameña en calidad de jefe del gabinete de guerra, declarando a Panamá en estado de guerra con EE. UU.

### Invasión estadounidense

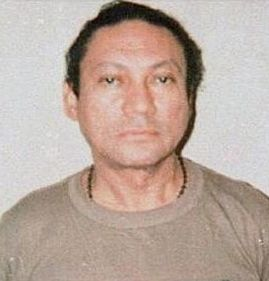
General Manuel Noriega tras su captura por Estados Unidos.

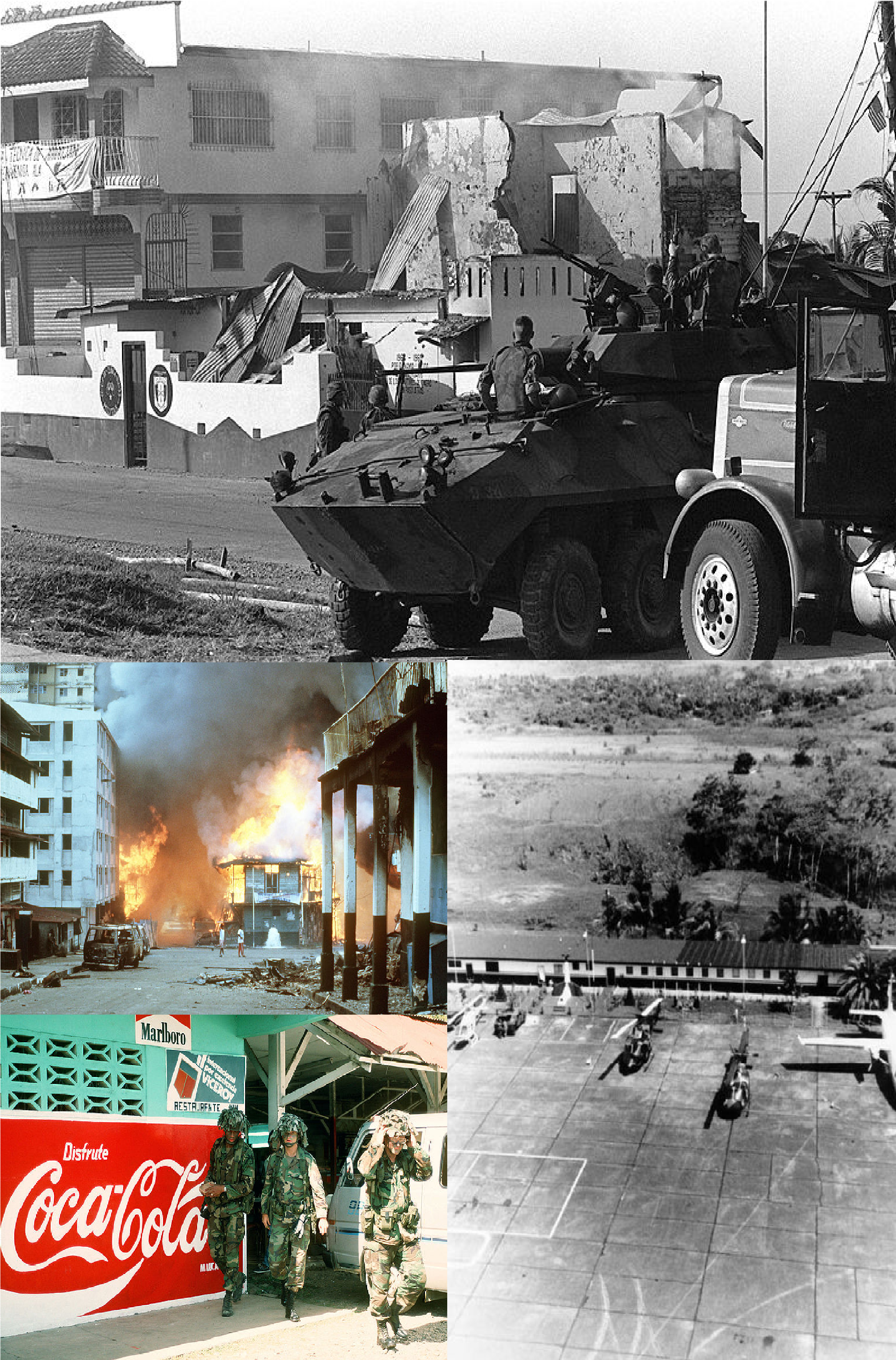
Invasión estadounidense de Panamá de 1989

El 20 de diciembre de 1989 el ejército de EE. UU. invadió Panamá. El 3 de enero de 1990, al cabo de dos semanas de asedio en la Nunciatura, Noriega se entregó a las tropas estadounidenses y 12 de enero el Pentágono dio por concluida la Operación Causa Justa. Noriega fue llevado ante los tribunales estadounidenses acusado de narcotráfico, y marcando el fin de la dictadura militar en Panamá.
Human Rights Watch estimó 300 muertes de civiles durante la invasión, mientras que las Naciones Unidas estimaron 500 muertes de civiles. Las cifras que estiman miles de bajas civiles fueron ampliamente rechazadas en Panamá. Human Rights Watch describió la reacción de la población civil panameña a la invasión como "generalmente comprensiva".

## Época democrática
Durante la invasión, en la base militar de Howard, bajo control estadounidense en esa época, prestó como juramento Guillermo Endara Galimany, Ricardo Arias y Guillermo Ford como presidente, vicepresidente primero y vicepresidente segundo de la República, respectivamente. Endara habría sido el ganador de las elecciones anteriores del 7 de mayo de 1989, abolidas por el régimen militar de Manuel Antonio Noriega y debido a las cuales, el 1 de septiembre de 1989, toma posesión como presidente de la República, Francisco Rodríguez Poveda, miembro del Partido Revolucionario Democrático.
El 27 de diciembre de 1989, un nuevo escrutinio por el Tribunal Electoral de las actas correspondientes al 83,1% de las mesas electorales atribuyó a Endara el 62,5% de los sufragios frente al 24,9% de Carlos Alberto Duque Jaén, sustentado por la progubernamental Coalición de la Liberación Nacional (COLINA), integrada por el Partido Revolucionario Democrático, el Partido Liberal, el Partido Laboral Nacional, y otros. Tras esta certificación, el dirigente arnulfista fue proclamado presidente y su toma de posesión fue validada con carácter retroactivo. El abogado se inscribió como el postulante de la Alianza Democrática de Oposición Civilista (ADOC), que reunía a tres formaciones del centro-derecha y el nacionalismo moderado y antimilitar: el Partido Liberal Auténtico (PLA), de Arnulfo Escalona Ríos; el PDC, de Ricardo Arias Calderón y el MOLIRENA, de Guillermo Ford Boyd; los disidentes legitimistas del PPA y el pequeño Partido de Acción Popular (PAPA) cerraron filas también con Endara. La ADOC había obtenido 51 de los 67 escaños de la Asamblea, 27 de estos, del Partido Demócrata Cristiano.
El 10 de febrero de 1990, el gobierno del Presidente Endara emitió un decreto ejecutivo en el que reorganizaba la fuerza policial. De acuerdo con el decreto ejecutivo, las Fuerzas de Defensa de Panamá quedaban abolidas con efecto retroactivo al 22 de diciembre de 1989 y en su lugar se creaban una Policía Nacional (PN), un Servicio Marítimo Nacional (SMN), un Servicio Aéreo Nacional (SAN) y un Servicio de Protección Institucional (SPI), más tarde el 15 de noviembre de 1992 se celebra en referéndum de reformas constitucionales entre las que figuraba la abolición del Ejército, el cual fue rechazado por casi el 60% de los votos, tiempo después la antigua 'asamblea legislativa' aprueba la abolición del ejército, que lleva a la nación por primera vez desde 1968 a un proceso electoral transparente en 1994, donde gana el candidato de oposición Ernesto Pérez Balladares, que por medio de una combinación de alianzas a lo interno del PRD logra retomar el poder político perdido en 1989, ganando con solamente el 33% de los votos debido a la inexistencia de una segunda vuelta electoral en el país y al hecho de que existían 7 candidatos para la presidencia. 
La gestión de gobierno 1994 a 1999 se destacó por una reforma intensa del Estado Panameño, empezada por Endara y continuada por Pérez Balladares. Estas reformas abarcaban, entre varias, las privatizaciones de instituciones prestadoras de servicios públicos (nacionalizadas por el mismo partido en la década de los 60) de energía (IRHE) y telecomunicaciones (INTEL), las empresas de juegos de azar, los puertos de Cristóbal y Manzanillo en la costa atlántica y de Balboa en el pacífico, de la cementera estatal y del ferrocarril transísmico, entre otros, un programa de ajuste económico y una reforma laboral que abarata el proceso de despido de un trabajador en favor de los empleadores.
Esta serie de tendencias de corte neoliberal, si bien se alejan del sentido socialdemócrata del partido, favoreciendo el individualismo y no la igualdad en la distribución de la riqueza, también establece un punto de inflexión para el surgimiento de diversas teorías políticas dentro del PRD y la posterior democratización interna de la mayoría de los colectivos políticos del país. 
Se proponen también una serie de cambios constitucionales, entre los que se incluía la propuesta para que el presidente de la República de Panamá tuviera la opción del pueblo lo reeligiera a un segundo mandato inmediato. En el Referéndum realizado posteriormente, el 63,8% de la población votó en contra de la propuesta, el rechazo fue considerado como un voto castigo al gobierno del presidente Ernesto Pérez Balladares.

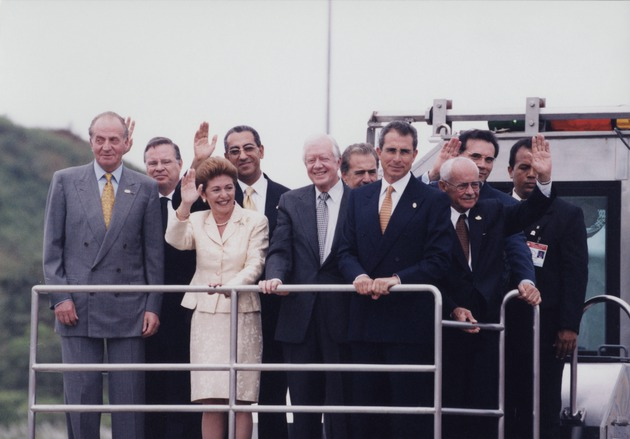
Presidenta panameña Mireya Moscoso durante la ceremonia de entrega del canal al control panameño el 31 de diciembre de 1999.

Mireya Moscoso, viuda del expresidente Arnulfo Arias, gana las elecciones en 1999, convirtiéndose en la primera mujer que preside el gobierno panameño. El 31 de diciembre de 1999, en fiel cumplimiento de los Tratados Torrijos-Carter, la República de Panamá asume el control total del canal de Panamá.
En mayo del 2004 gana las elecciones el Licenciado Martín Torrijos Espino, hijo del General Omar Torrijos. Ocupó el cargo desde septiembre del mismo año, hasta el 30 de junio de 2009.
Ricardo Martinelli, empresario millonario que ganó las elecciones en mayo de 2009 con un 61 % de la aceptación en contra de Balbina Herrera y Guillermo Endara, tomando posesión de la administración del gobierno desde el día uno de julio de 2009 hasta el día Primero de julio de 2014.
Juan Carlos Varela Rodríguez, es un ingeniero, empresario y político panameño. Se desempeñó como vicepresidente de Panamá (2009-2014) y Ministro de Relaciones Exteriores en el 2011 fue reemplazado por el presidente Ricardo Martinelli, acto que provocó la ruptura de la alianza gubernamental entre Panameñista y Cambio Democrático.
Tras las elecciones presidenciales el 4 de mayo de 2014, es elegido presidente de Panamá al vencer al candidato oficialista José Domingo Arias con un 39 % de los votos emitidos. Asume el cargo de presidente el 1 de julio sucediendo a Ricardo Martinelli.
En el año 2016 y tras varios años de labores, se culmina una de las obras de ingeniería más representativas del siglo XXI: la ampliación del canal de Panamá; encabezada por una empresa española y llevada a cabo con una nutrida presencia panameña (a diferencia de la construcción del canal originario en el siglo pasado, cuyo sello era marcadamente estadounidense).
Tras el el gobierno de Juan Carlos Varela, Laurentino Cortizo gana las Elecciones generales en Panamá de 2019 con 33,35 % de los votos y se convierte en presidente de Panamá para el quinquenio 2019-2024. Sus principales rivales, Rómulo Roux y Ricardo Lombana, tuvieron 30.99 % y 18.78 % respectivamente. Esta fue la primera vez en la historia de Panamá que un candidato independiente obtiene tal cantidad de los votos.
En los últimos años el canal de Panamá está amenazado por los bajos niveles de agua durante la sequía y debido al cambio climático. En los años 2023 y 2024 hay graves problemas de sequía en el canal por una crisis hídrica histórica.
El 5 de mayo de 2024, el abogado José Raúl Mulino se alzó como presidente de Panamá según los resultados extraoficiales del Tribunal Electoral. Mulino, candidato de la alianza "Salvar Panamá", obtuvo el 34,41% de los votos, seguido por Ricardo Lombana, del Movimiento Otro Camino (MOCA), quien acumuló el 24,96%, según datos del Tribunal Electoral con más del 94% de los votos escrutados. En términos numéricos, Mulino alcanzó más de 738.000 votos frente a los más de 536.000 votos obtenidos por Lombana.